# Liste von Terroranschlägen im Jahr 2013
Die Liste von Terroranschlägen im Jahr 2013 enthält eine unvollständige Auswahl von Terroranschlägen, die im Jahr 2013 passierten. Attentate werden gesondert in der Liste bekannter Attentate behandelt. Die Liste von Sprengstoffanschlägen listet auch nichtterroristische Anschläge. Die Liste von Flugzeugentführungen enthält eine Liste mit meist terroristischem Hintergrund. Im Artikel Rechtsterrorismus werden weitere terroristische Anschläge aufgezählt.

## Erläuterung
In der Spalte Politische Ausrichtung ist die politische bzw. weltanschauliche Einordnung der Täter angegeben: faschistisch, rassistisch, nationalistisch, nationalsozialistisch, sozialistisch, kommunistisch, antiimperialistisch, islamistisch (schiitisch, sunnitisch, deobandisch, salafistisch, wahhabitisch), hinduistisch. Bei vorrangig auf staatliche Unabhängigkeit oder Autonomie zielender Ausrichtung ist autonomistisch vorangestellt, gefolgt von der Region oder der Volksgruppe und ggf. weiteren Merkmalen der Täter: armenisch, irisch (katholisch), kurdisch, tirolisch, tschetschenisch, dagestanisch, punjabisch (sikhistisch), palästinensisch.
Die Opferzahlen der Anschläge werden farbig dargestellt:

Die in Klammern ( ) gesetzten Toten/Verletzte stehen für bei den Anschlägen getötete/verletzte Täter.

## Januar
| Datum/Beginn    | Betroffenes Land | Anschlag                       | Täter                               | Politische Ausrichtung                                                                      | Mittel | Ziel | Tote     | Verletzte | Hintergrund                        |
| --------------- | ---------------- | ------------------------------ | ----------------------------------- | ------------------------------------------------------------------------------------------- | --- | --- | -------- | --------- | ---------------------------------- |
| 01. Januar 2013 | Pakistan         | Anschlag in Karatschi          | TTP                                 | deobandisch, islamisch-fundamentalistisch                                                   | Motorradbombe | Kundgebung | 4        | 45        | Konflikt in Nordwest-Pakistan      |
| 03. Januar 2013 | Irak             | Anschlag in Babil              |                                     |                                                                                             | Selbstmordattentäter mit Autobombe                                                                                    | Schiitische Pilger | 27 (+1)  | 60        | Aufstand im Irak (nach US-Rückzug) |
| 03. Januar 2013 | Sudan            | Anschlag in Scharq Darfur      | SPLM-N                              |                                                                                             | | Zivilisten | 22       | 25        | Darfur-Konflikt                    |
| 03. Januar 2013 | Syrien           | Anschlag in Damaskus           |                                     |                                                                                             | Autobombe | Tankstelle | 11       | 40        | Bürgerkrieg in Syrien seit 2011    |
| 08. Januar 2013 | Afghanistan      | Anschlag in Balch              |                                     |                                                                                             | Gift | Polizisten | 0        | 250       | Krieg in Afghanistan               |
| 10. Januar 2013 | Pakistan         | Anschlag in Quetta             | Lashkar-e-Jhangvi                   | deobandisch-fundamentalistisch, salafistisch                                                | 2 Selbstmordattentäter, einer mit Autobombe                                                                           | Billardhalle, Zivilisten, eintreffende Rettungskräfte | 105 (+2) | 169       | Konflikt in Nordwest-Pakistan      |
| 10. Januar 2013 | Pakistan         | Anschlag nahe Mingora          | Lashkar-e-Jhangvi                   |                                                                                             | Sprengsatz | Tablighi-Jamaat-Treffen | 31       | 70        | Konflikt in Nordwest-Pakistan      |
| 10. Januar 2013 | Pakistan         | Anschlag in Quetta             | United Baloch Army                  | autonomistisch, belutschisch-nationalistisch                                                | Autobombe | Militärfahrzeuge | 12       | 50        | Belutschistankonflikt              |
| 13. Januar 2013 | Pakistan         | Anschlag in Khyber Pakhtunkhwa | Ansar ul-Mujahideen                 | islamistisch                                                                                | Sprengsatz | Militärkonvoi | 17       | 20        | Konflikt in Nordwest-Pakistan      |
| 15. Januar 2013 | Syrien           | Anschlag in Aleppo             |                                     |                                                                                             | Raketen | Universitätsgebäude | 82       | 160       | Bürgerkrieg in Syrien seit 2011    |
| 16. Januar 2013 | Irak             | Anschlagsserie                 | al-Qaida im Irak                    | salafistisch, wahhabitisch, panislamisch, antikommunistisch, antizionistisch, antisemitisch | 2 Selbstmordattentäter mit Autobombe, Autobomben, Schusswaffen, Sprengsätze, Haftbomben, Scharfschützengewehr, Mörser | Parteibüros, Polizeistreife, Polizeifahrzeuge, Kontrollpunkte, Theater, Soldaten, Wohngebäude, Zivilisten, Moschee, Schiitische Pilger, Bushaltestelle, Militärpatrouille, Restaurant, Regierungsmitglied | 64 (+2)  | 289       | Aufstand im Irak (nach US-Rückzug) |
| 16. Januar 2013 | Algerien         | Anschlag in der Provinz Illizi | Al-Mua'qi'oon Biddam Brigade        |                                                                                             | Mörser, Flugabwehrraketen, Maschinengewehre, Schrotflinten, Geiselnahme                                               | BP-Anlage | 40 (+29) | 8         | Aufstand im Maghreb seit 2002      |
| 16. Januar 2013 | Syrien           | Anschlag in Idlib              |                                     |                                                                                             | 2 Selbstmordattentäter mit Autobomben                                                                                 | Zivilisten | 22 (+2)  | 30        | Bürgerkrieg in Syrien seit 2011    |
| 16. Januar 2013 | Afghanistan      | Anschlag in Kabul              | Taliban                             | deobandisch-fundamentalistisch, paschtunisch, islamistisch                                  | 6 Selbstmordattentäter, einer mit Autobombe                                                                           | Regierungsgebäude | 1 (+6)   | 30        | Krieg in Afghanistan               |
| 18. Januar 2013 | Syrien           | Anschlag in Aleppo             |                                     |                                                                                             | Rakete | Wohngebäude | 12       | 24        | Bürgerkrieg in Syrien seit 2011    |
| 18. Januar 2013 | Syrien           | Anschlag in Darʿā              | vermutlich al-Nusra-Front           | salafistisch, wahhabitisch                                                                  | 2 Selbstmordattentäter mit Autobomben                                                                                 | Moschee | 24 (+1)  |           | Bürgerkrieg in Syrien seit 2011    |
| 19. Januar 2013 | Tschechien       | Anschlag in České Velenice     |                                     |                                                                                             | Selbstmordattentäter                                                                                                  | Bahnhof | 0 (+1)   | 0         |                                    |
| 21. Januar 2013 | Syrien           | Anschlag in Hamah              | al-Nusra-Front                      | salafistisch, wahhabitisch                                                                  | Selbstmordattentäter mit Autobombe                                                                                    | Zivilisten | 30 (+1)  | 24        | Bürgerkrieg in Syrien seit 2011    |
| 22. Januar 2013 | Irak             | Anschlag in Taidschi           |                                     |                                                                                             | Selbstmordattentäter mit Autobombe                                                                                    | Kontrollpunkt | 6 (+1)   | 20        | Aufstand im Irak (nach US-Rückzug) |
| 23. Januar 2013 | Irak             | Anschlag in Tuz Churmatu       | Ahmed Ibrahim Hassan al-Hashmawi    |                                                                                             | Selbstmordattentäter                                                                                                  | Beerdigung | 42 (+1)  | 75        | Aufstand im Irak (nach US-Rückzug) |
| 31. Januar 2013 | Mexiko           | Anschlag in Mexiko-Stadt       | Individuals Tending Toward Savagery |                                                                                             | Brandstiftung | Bürogebäude | 37       | 100+      |                                    |

## Februar
| Datum/Beginn     | Betroffenes Land | Anschlag                       | Täter                          | Politische Ausrichtung                                                                             | Mittel                                                              | Ziel                                                   | Tote     | Verletzte | Hintergrund                        |
| ---------------- | ---------------- | ------------------------------ | ------------------------------ | -------------------------------------------------------------------------------------------------- | ------------------------------------------------------------------- | ------------------------------------------------------ | -------- | --------- | ---------------------------------- |
| 01. Februar 2013 | Pakistan         | Anschlag in Khyber Pakhtunkhwa | TTP                            | deobandisch, islamisch-fundamentalistisch                                                          | Selbstmordattentäter mit Motorradbombe                              | Moschee                                                | 24 (+1)  | 55        | Konflikt in Nordwest-Pakistan      |
| 02. Februar 2013 | Österreich       | Anschlag in Tirol              |                                | | Brandstiftung, versuchte Brandstiftung                              | Pizzeria, Türkisches Kulturzentrum                     | 0        | 2         |                                    |
| 02. Februar 2013 | Pakistan         | Anschlag in Khyber Pakhtunkhwa | TTP                            | deobandisch, islamisch-fundamentalistisch                                                          | 4 Selbstmordattentäter, Automatische Schusswaffen, Artillerie       | Militärlager                                           | 23 (+12) | 8         | Konflikt in Nordwest-Pakistan      |
| 03. Februar 2013 | Irak             | Anschlag in Kirkuk             | al-Qaida im Irak               | sunnitisch-islamistisch                                                                            | 2 Selbstmordattentäter, einer mit Autobombe, Granaten, Sturmgewehre | Polizeihauptquartier                                   | 33 (+3)  | 70        | Aufstand im Irak (nach US-Rückzug) |
| 04. Februar 2013 | Irak             | Anschlag in Taidschi           |                                | | Selbstmordattentäter                                                | Versammlung                                            | 21 (+1)  | 44        | Aufstand im Irak (nach US-Rückzug) |
| 06. Februar 2013 | Syrien           | Anschlag in Hamah              | al-Nusra-Front                 | salafistisch, wahhabitisch                                                                         | Autobombe                                                           | Arbeiter                                               | 60 (+1)  |           | Bürgerkrieg in Syrien seit 2011    |
| 06. Februar 2013 | Syrien           | Anschlag in Homs               | al-Nusra-Front                 | salafistisch, wahhabitisch                                                                         | 2 Selbstmordattentäter mit Autobomben                               | Regierungsgebäude, Militäranlage                       | 12 (+2)  | 21        | Bürgerkrieg in Syrien seit 2011    |
| 08. Februar 2013 | Südsudan         | Anschlag in Jonglei            | David Yau Yau Militia          | | Panzerfäuste, Automatische Schusswaffen, Macheten, Speere           | Konvoi                                                 | 86 (+17) | 13        | Bürgerkrieg im Südsudan seit 2013  |
| 08. Februar 2013 | Irak             | Anschlag in Bagdad             |                                | | Autobombe, Sprengsatz                                               | Markt                                                  | 16       | 45        | Aufstand im Irak (nach US-Rückzug) |
| 08. Februar 2013 | Irak             | Anschlag in Babil              |                                | | 2 Autobomben                                                        | Markt, Tankstelle                                      | 16       | 28        | Aufstand im Irak (nach US-Rückzug) |
| 08. Februar 2013 | Pakistan         | Anschlag in Khyber Pakhtunkhwa | TTP                            | deobandisch, islamisch-fundamentalistisch                                                          | Sprengsatz                                                          | Markt, Moschee, Regierungsgebäude                      | 13       | 31        | Konflikt in Nordwest-Pakistan      |
| 09. Februar 2013 | Irak             | Anschlag in Bagdad             | Mahdi-Armee, Kata’ib Hezbollah | irakisch-nationalistisch, schiitisch-islamistisch, antiamerikanisch, antizionistisch, antiwestlich | Raketen, Mörser                                                     | Flüchtlingslager                                       | 6        | 40        | Aufstand im Irak (nach US-Rückzug) |
| 11. Februar 2013 | Türkei           | Anschlag in Hatay              |                                | | Autobombe                                                           | Minibus, Syrische Zivilisten                           | 13       | 24        |                                    |
| 12. Februar 2013 | Kolumbien        | Anschlag in Guaviare           | FARC-EP                        | marxistisch-leninistisch, links-nationalistisch                                                    | Granaten, Schusswaffen                                              | Polizisten, Zivilisten                                 | 2        | 27        | Bewaffneter Konflikt in Kolumbien  |
| 16. Februar 2013 | Pakistan         | Anschlag in Quetta             | Lashkar-e-Jhangvi              | | Autobombe                                                           | Zivilisten                                             | 91       | 169       | Konflikt in Nordwest-Pakistan      |
| 17. Februar 2013 | Irak             | Anschlag in Bagdad             | al-Qaida im Irak               | salafistisch, wahhabitisch, panislamisch, antikommunistisch, antizionistisch, antisemitisch        | Autobomben, Sprengsätze                                             | Märkte, Bushaltestelle, Wohnviertel, Hotel, Zivilisten | 37       | 100+      | Aufstand im Irak (nach US-Rückzug) |
| 19. Februar 2013 | Syrien           | Anschlag in Damaskus           |                                | | Autobombe                                                           | Regierungsgebäude                                      | 2        | 21        | Bürgerkrieg in Syrien seit 2011    |
| 21. Februar 2013 | Syrien           | Anschlag in Damaskus           |                                | | Selbstmordattentäter mit Autobombe                                  | Parteigebäude, Zivilisten                              | 61 (+1)  | 200+      | Bürgerkrieg in Syrien seit 2011    |
| 21. Februar 2013 | Indien           | Anschlag in Hyderabad          | vermutlich Indian Mujahideen   | islamisch-fundamentalistisch, panislamisch                                                         | 2 Sprengsätze                                                       | Zivilisten                                             | 17       | 119       |                                    |
| 25. Februar 2013 | Syrien           | Anschlag in Homs               |                                | | 2 Autobomben                                                        | Zivilisten                                             | 4        | 40        | Bürgerkrieg in Syrien seit 2011    |
| 25. Februar 2013 | Pakistan         | Anschlag in Sindh              |                                | | Sprengsatz                                                          | Schrein                                                | 4        | 26        | Konflikt in Nordwest-Pakistan      |
| 28. Februar 2013 | Irak             | Anschlag in Bagdad             | vermutlich al-Qaida im Irak    | salafistisch, wahhabitisch, panislamisch, antikommunistisch, antizionistisch, antisemitisch        | Autobombe, Sprengsatz                                               | Restaurant, Ersthelfer                                 | 19       | 40        | Aufstand im Irak (nach US-Rückzug) |
| 28. Februar 2013 | Syrien           | Anschlag in Homs               |                                | | 2 Autobomben                                                        | Wohnanlage                                             | 1        | 30        | Bürgerkrieg in Syrien seit 2011    |

## März
| Datum/Beginn  | Betroffenes Land             | Anschlag                       | Täter                      | Politische Ausrichtung                                                                      | Mittel | Ziel | Tote    | Verletzte | Hintergrund                                      |
| ------------- | ---------------------------- | ------------------------------ | -------------------------- | ------------------------------------------------------------------------------------------- | --- | --- | ------- | --------- | ------------------------------------------------ |
| 01. März 2013 | Irak                         | Anschlag in Diwaniyya          | al-Qaida im Irak           | salafistisch, wahhabitisch, panislamisch, antikommunistisch, antizionistisch, antisemitisch | 2 Autobomben | Markt | 5       | 50        | Aufstand im Irak (nach US-Rückzug)               |
| 03. März 2013 | Pakistan                     | Anschlag in Karatschi          | Lashkar-e-Jhangvi, TTP     | deobandisch, islamisch-fundamentalistisch                                                   | Autobombe | Schiitische Moschee | 45      | 151       | Konflikt in Nordwest-Pakistan                    |
| 04. März 2013 | Irak                         | Anschlag in al-Anbar           | al-Qaida im Irak           | salafistisch, wahhabitisch, panislamisch, antikommunistisch, antizionistisch, antisemitisch | Panzerfäuste, Sprengsätze                                                                                             | Militärkonvoi | 57      | 7         | Aufstand im Irak (nach US-Rückzug)               |
| 09. März 2013 | Pakistan                     | Anschlag in Peschawar          |                            |                                                                                             | Sprengsatz | Moschee | 5       | 29        | Konflikt in Nordwest-Pakistan                    |
| 11. März 2013 | Irak                         | Anschlag in Dibis              |                            |                                                                                             | Selbstmordattentäter mit Autobombe                                                                                    | Polizeigebäude, Schule | 5 (+1)  | 120       | Aufstand im Irak (nach US-Rückzug)               |
| 12. März 2013 | Pakistan                     | Anschlag in Bannu              | vermutlich TTP             | deobandisch, islamisch-fundamentalistisch                                                   | Selbstmordattentäter mit Motorradbombe                                                                                | Polizeistreife | 2 (+1)  | 20        | Konflikt in Nordwest-Pakistan                    |
| 13. März 2013 | Syrien                       | Anschlag in Damaskus           |                            |                                                                                             | Mörser | Vorort | 3       | 50        | Bürgerkrieg in Syrien seit 2011                  |
| 14. März 2013 | Irak                         | Anschlag in Bagdad             | al-Qaida im Irak           | salafistisch, wahhabitisch, panislamisch, antikommunistisch, antizionistisch, antisemitisch | 3 Autobomben, Selbstmordattentäter                                                                                    | Regierungsgebäude | 30 (+2) | 50        | Aufstand im Irak (nach US-Rückzug)               |
| 18. März 2013 | Nigeria                      | Anschlag in Kano               | vermutlich Boko Haram      | wahhabitisch, islamistisch                                                                  | 2 Selbstmordattentäter mit Autobombe                                                                                  | Bushaltestelle | 37 (+2) | 75        | Scharia-Konflikt in Nigeria                      |
| 18. März 2013 | Irak                         | Anschlag in Baladruz           |                            |                                                                                             | Autobombe | Kontrollpunkt | 4       | 22        | Aufstand im Irak (nach US-Rückzug)               |
| 18. März 2013 | Pakistan                     | Anschlag in Peschawar          | TTP                        | deobandisch, islamisch-fundamentalistisch                                                   | 2 Selbstmordattentäter, Granate, Schusswaffen                                                                         | Gerichtskomplex | 4 (+2)  | 45        | Konflikt in Nordwest-Pakistan                    |
| 19. März 2013 | Syrien                       | Anschlag in Aleppo             |                            |                                                                                             | Mit Sarin gefüllte Rakete                                                                                             | Militärposten, Zivilisten | 86+     | 124       | Bürgerkrieg in Syrien seit 2011                  |
| 19. März 2013 | Irak                         | Anschlagsserie                 | al-Qaida im Irak           | salafistisch, wahhabitisch, panislamisch, antikommunistisch, antizionistisch, antisemitisch | Autobomben, Sprengsätze, Haftbombe, Selbstmordattentäter, 2 Selbstmordattentäter mit Autobomben, Mörser, Schusswaffen | Regierungsgebäude, Restaurants, Zivilisten, Minibus, Militärstützpunkt, Polizeistreifen, Klinik, Militärpatrouille, Polizeistation, Kontrollpunkt, Universität | 57 (+3) | 150       | Aufstand im Irak (nach US-Rückzug)               |
| 20. März 2013 | Nigeria                      | Anschlag in Plateau            |                            |                                                                                             | Schusswaffen, Brandstiftung                                                                                           | Dorf | 9       | 20        |                                                  |
| 21. März 2013 | Syrien                       | Anschlag in Damaskus           |                            |                                                                                             | Selbstmordattentäter                                                                                                  | Moschee | 49 (+1) | 84        | Bürgerkrieg in Syrien seit 2011                  |
| 21. März 2013 | Irak                         | Anschlag in Kirkuk             |                            |                                                                                             | Autobombe, Sprengsatz                                                                                                 | Schiitische Schule | 0       | 35        | Aufstand im Irak (nach US-Rückzug)               |
| 21. März 2013 | Pakistan                     | Anschlag in Khyber Pakhtunkhwa | vermutlich Lashkar-e-Islam | islamistisch                                                                                | Autobombe | Afghanisches Flüchtlingslager | 17      | 30        | Konflikt in Nordwest-Pakistan                    |
| 22. März 2013 | Nigeria                      | Anschlag in Adamawa            | vermutlich Boko Haram      | wahhabitisch, islamistisch                                                                  | Schusswaffen, Artillerie                                                                                              | Bar, Bank, Gefängnis | 25      | 0         | Scharia-Konflikt in Nigeria                      |
| 22. März 2013 | Pakistan                     | Anschlag in Belutschistan      |                            |                                                                                             | Sprengsatz | Bushaltestelle | 8       | 40        |                                                  |
| 23. März 2013 | Zentralafrikanische Republik | Anschlag nahe Bangui           |                            |                                                                                             | Mörser, Panzerfäuste, Sturmgewehre                                                                                    | MISCA-Soldaten | 13      | 27        | Bürgerkrieg in der Zentralafrikanischen Republik |
| 23. März 2013 | Pakistan                     | Anschlag in Khyber Pakhtunkhwa |                            |                                                                                             | Selbstmordattentäter mit Autobombe                                                                                    | Kontrollpunkt | 17 (+1) | 26        | Konflikt in Nordwest-Pakistan                    |
| 29. März 2013 | Irak                         | Anschlag in Kirkuk             |                            |                                                                                             | Selbstmordattentäter mit Autobombe                                                                                    | Moschee | 3 (+1)  | 70        | Aufstand im Irak (nach US-Rückzug)               |
| 29. März 2013 | Pakistan                     | Anschlag in Peschawar          | TTP                        | deobandisch, islamisch-fundamentalistisch                                                   | Selbstmordattentäter auf Motorrad                                                                                     | Polizeikonvoi, Zivilisten | 10 (+1) | 28        | Konflikt in Nordwest-Pakistan                    |

## April
| Datum/Beginn   | Betroffenes Land             | Anschlag                       | Täter                                 | Politische Ausrichtung                                                                      | Mittel                                                                  | Ziel                           | Tote    | Verletzte | Hintergrund                                      |
| -------------- | ---------------------------- | ------------------------------ | ------------------------------------- | ------------------------------------------------------------------------------------------- | ----------------------------------------------------------------------- | ------------------------------ | ------- | --------- | ------------------------------------------------ |
| 01. April 2013 | Irak                         | Anschlag in Tikrit             |                                       |                                                                                             | Selbstmordattentäter mit Autobombe                                      | Polizeihauptquartier           | 9 (+1)  | 30        | Aufstand im Irak (nach US-Rückzug)               |
| 03. April 2013 | Afghanistan                  | Anschlag in Badghis            | Taliban                               | deobandisch-fundamentalistisch, paschtunisch, islamistisch                                  | 2 oder 3 Selbstmordattentäter mit Autobombe, Handgranaten, Schusswaffen | Gerichtsgebäude                | 44 (+9) | 95        | Krieg in Afghanistan                             |
| 06. April 2013 | Irak                         | Anschlag in Baquba             | vermutlich al-Qaida im Irak           | salafistisch, wahhabitisch, panislamisch, antikommunistisch, antizionistisch, antisemitisch | Selbstmordattentäter, Granate                                           | Kundgebung                     | 22 (+1) | 60        | Aufstand im Irak (nach US-Rückzug)               |
| 08. April 2013 | Syrien                       | Anschlag in Damaskus           |                                       |                                                                                             | Selbstmordattentäter mit Autobombe                                      | Zentralbank, Regierungsgebäude | 13 (+1) | 53        | Bürgerkrieg in Syrien seit 2011                  |
| 08. April 2013 | Afghanistan                  | Anschlag in Wardak             | Taliban                               | deobandisch-fundamentalistisch, paschtunisch, islamistisch                                  | Sprengsatz                                                              | Bus                            | 9       | 22        | Krieg in Afghanistan                             |
| 09. April 2013 | Syrien                       | Anschlag in Damaskus           |                                       |                                                                                             |                                                                         | Soldaten, Milizionäre          | 12      | 21        | Bürgerkrieg in Syrien seit 2011                  |
| 11. April 2013 | Pakistan                     | Anschlag in Khyber Pakhtunkhwa |                                       |                                                                                             | Sprengsatz                                                              | Milizlager                     | 3       | 22        | Konflikt in Nordwest-Pakistan                    |
| 12. April 2013 | Irak                         | Anschlag in Diyala             |                                       |                                                                                             | 2 Sprengsätze                                                           | Moschee                        | 7       | 30        | Aufstand im Irak (nach US-Rückzug)               |
| 13. April 2013 | Somalia                      | Anschlag in Mogadischu         | al-Shabaab                            | wahhabitisch, islamistisch                                                                  | Autobombe, Selbstmordattentäter mit Automatischen Schusswaffen          | Gerichtsgebäude                | 29 (+9) | 58        | Somalischer Bürgerkrieg                          |
| 14. April 2013 | Syrien                       | Anschlag in Damaskus           |                                       |                                                                                             | Mörser                                                                  | Bushaltestelle                 | 4       | 20        | Bürgerkrieg in Syrien seit 2011                  |
| 15. April 2013 | USA                          | Anschlag in Boston             | Dschochar Zarnajew, Tamerlan Zarnajew | islamistisch                                                                                | 2 Sprengsätze                                                           | Sportveranstaltung             | 5       | 264       |                                                  |
| 15. April 2013 | Irak                         | Anschlag in Tuz Churmatu       |                                       |                                                                                             | 4 Sprengsätze                                                           | Polizeistreifen                | 5       | 67        | Aufstand im Irak (nach US-Rückzug)               |
| 16. April 2013 | Irak                         | Anschlag in Wasit              |                                       |                                                                                             | Autobombe                                                               | Zivilisten                     | 7       | 20        | Aufstand im Irak (nach US-Rückzug)               |
| 17. April 2013 | USA                          | Anschlag in West               |                                       |                                                                                             | Brandstiftung                                                           | Düngemittellager               | 15      | 200       |                                                  |
| 18. April 2013 | Irak                         | Anschlag in Bagdad             |                                       |                                                                                             | Selbstmordattentäter                                                    | Café                           | 27 (+1) | 50        | Aufstand im Irak (nach US-Rückzug)               |
| 21. April 2013 | Irak                         | Anschlag in Falludscha         |                                       |                                                                                             | Sprengsatz                                                              | Restaurant                     | 9       | 20        | Aufstand im Irak (nach US-Rückzug)               |
| 22. April 2013 | Zentralafrikanische Republik | Anschlag in Nana-Grébizi       |                                       |                                                                                             | Brandstiftung                                                           | Dorf                           | 20      | 0         | Bürgerkrieg in der Zentralafrikanischen Republik |
| 23. April 2013 | Pakistan                     | Anschlag in Quetta             | Lashkar-e-Jhangvi                     | deobandisch-fundamentalistisch, salafistisch                                                | Selbstmordattentäter mit Autobombe                                      | Kontrollpunkt                  | 6 (+1)  | 30        | Konflikt in Nordwest-Pakistan                    |
| 24. April 2013 | Demokratische Republik Kongo | Anschlag in Sud-Kivu           | Colonel Albert Kahasha Militia        |                                                                                             | Brandstiftung                                                           | Militärposten, Zivilisten      | 20      |           | Konflikt im Ostkongo                             |
| 24. April 2013 | Irak                         | Anschlag in Bagdad             |                                       |                                                                                             | Autobombe                                                               | Markt                          | 7       | 23        | Aufstand im Irak (nach US-Rückzug)               |
| 26. April 2013 | Kenia                        | Anschlag in Bungoma County     |                                       |                                                                                             |                                                                         | Zivilisten                     | 0       | 50        | Somalischer Bürgerkrieg                          |
| 26. April 2013 | Irak                         | Anschlag in Bagdad             |                                       |                                                                                             | Sprengsatz                                                              | Moschee                        | 4       | 46        | Aufstand im Irak (nach US-Rückzug)               |
| 26. April 2013 | Irak                         | Anschlag in Bagdad             |                                       |                                                                                             | Motorradbombe                                                           | Kiosk                          | 5       | 21        | Aufstand im Irak (nach US-Rückzug)               |
| 26. April 2013 | Pakistan                     | Anschlag in Karatschi          | TTP                                   | deobandisch, islamisch-fundamentalistisch                                                   | Autobombe                                                               | Parteibüro                     | 11      | 40        | Konflikt in Nordwest-Pakistan                    |
| 27. April 2013 | Pakistan                     | Anschlag in Karatschi          | TTP                                   | deobandisch, islamisch-fundamentalistisch                                                   | 2 Autobomben, Granate                                                   | Parteibüros, Moschee           | 8       | 59        | Konflikt in Nordwest-Pakistan                    |
| 28. April 2013 | Pakistan                     | Anschlag in Khyber Pakhtunkhwa | TTP                                   | deobandisch, islamisch-fundamentalistisch                                                   | 3 Sprengsätze                                                           | Kundgebung, Wahllokale         | 10      | 43        | Konflikt in Nordwest-Pakistan                    |
| 29. April 2013 | Irak                         | Anschlag in Amara              |                                       |                                                                                             | 2 Autobomben                                                            | Markt, Polizeistation          | 9       | 40        | Aufstand im Irak (nach US-Rückzug)               |
| 29. April 2013 | Irak                         | Anschlag in Diwaniyya          |                                       |                                                                                             | Autobombe                                                               | Restaurant                     | 2       | 23        | Aufstand im Irak (nach US-Rückzug)               |
| 29. April 2013 | Pakistan                     | Anschlag in Peschawar          |                                       |                                                                                             | Selbstmordattentäter mit Motorradbombe                                  | Bus, Polizeistreife            | 8 (+1)  | 43        | Konflikt in Nordwest-Pakistan                    |
| 30. April 2013 | Syrien                       | Anschlag in Damaskus           |                                       |                                                                                             | Autobombe                                                               | Innenministerium               | 9       | 60        | Bürgerkrieg in Syrien seit 2011                  |

## Mai
| Datum/Beginn | Betroffenes Land | Anschlag                       | Täter              | Politische Ausrichtung                                                     | Mittel                                             | Ziel                                                     | Tote     | Verletzte | Hintergrund                        |
| ------------ | ---------------- | ------------------------------ | ------------------ | -------------------------------------------------------------------------- | -------------------------------------------------- | -------------------------------------------------------- | -------- | --------- | ---------------------------------- |
| 01. Mai 2013 | Afghanistan      | Anschlag in Kabul              |                    |                                                                            | Giftgas                                            | Schule                                                   | 0        | 20        | Krieg in Afghanistan               |
| 03. Mai 2013 | Irak             | Anschlag in Bagdad             |                    |                                                                            | Autobombe                                          | Moschee                                                  | 5        | 31        | Aufstand im Irak (nach US-Rückzug) |
| 04. Mai 2013 | Pakistan         | Anschlag in Karatschi          | TTP                | deobandisch, islamisch-fundamentalistisch                                  | Selbstmordattentäter mit Motorradbombe, Sprengsatz | Parteibüro, Soldaten, Polizisten, Journalisten           | 5 (+1)   | 30+       | Konflikt in Nordwest-Pakistan      |
| 05. Mai 2013 | Somalia          | Anschlag in Mogadischu         | al-Shabaab         | wahhabitisch, islamistisch                                                 | Selbstmordattentäter mit Autobombe                 | Regierungskonvoi, Zivilisten                             | 8 (+1)   | 25        | Somalischer Bürgerkrieg            |
| 05. Mai 2013 | Tansania         | Anschlag in Arusha             |                    |                                                                            | Sprengsatz                                         | Kirche, Francisco Montecillo Padilla                     | 3        | 60+       | Scharia-Konflikt in Nigeria        |
| 07. Mai 2013 | Nigeria          | Anschlag in Borno              | Boko Haram         | wahhabitisch, islamistisch                                                 | Schusswaffen, Brandstiftung, Entführung            | Regierungsgebäude, Gefängnis, Polizeistation, Zivilisten | 42 (+13) |           | Scharia-Konflikt in Nigeria        |
| 08. Mai 2013 | Pakistan         | Anschlag in Khyber Pakhtunkhwa |                    |                                                                            | Selbstmordattentäter mit Autobombe                 | Polizeistation                                           | 3 (+1)   | 23        | Konflikt in Nordwest-Pakistan      |
| 11. Mai 2013 | Türkei           | Anschlag in Reyhanlı           |                    |                                                                            | 2 Autobomben                                       | Rathaus, Postamt, Flüchtlinge, Zivilisten                | 53       | 140       | Bürgerkrieg in Syrien seit 2011    |
| 13. Mai 2013 | Afghanistan      | Anschlag in Helmand            | Taliban            | deobandisch-fundamentalistisch, paschtunisch, islamistisch                 | Selbstmordattentäter mit Autobombe, Schusswaffen   | NATO-Stützpunkt                                          | 5 (+4)   | 27        | Krieg in Afghanistan               |
| 13. Mai 2013 | Libyen           | Anschlag in Bengasi            |                    |                                                                            | Autobombe                                          | Krankenhaus                                              | 9        | 30        |                                    |
| 14. Mai 2013 | Afghanistan      | Anschlag in Balch              | vermutlich Taliban | deobandisch-fundamentalistisch, paschtunisch, islamistisch                 | Giftgas                                            | Mädchenschule                                            | 0        | 150       | Krieg in Afghanistan               |
| 15. Mai 2013 | Irak             | Anschlag in Bagdad             |                    |                                                                            | 8 Autobomben                                       | Zivilisten                                               | 9        | 63        | Aufstand im Irak (nach US-Rückzug) |
| 16. Mai 2013 | Afghanistan      | Anschlag in Kabul              | Hizb-i Islāmī      | panislamisch                                                               | Selbstmordattentäter mit Autobombe                 | NATO-Konvoi                                              | 15 (+1)  | 40        | Krieg in Afghanistan               |
| 16. Mai 2013 | Irak             | Anschlag in Bagdad             | vermutlich IS      | salafistisch, wahhabitisch                                                 | 2 Autobomben                                       | Polizeistreife, Märkte                                   | 8        | 40        | Aufstand im Irak (nach US-Rückzug) |
| 17. Mai 2013 | Irak             | Anschlag in Baquba             |                    |                                                                            | Sprengsätze                                        | Moschee, Zivilisten                                      | 40       | 57        | Aufstand im Irak (nach US-Rückzug) |
| 17. Mai 2013 | Irak             | Anschlag in Diyala             |                    |                                                                            | Sprengsatz                                         | Beerdigung                                               | 8        | 25        | Aufstand im Irak (nach US-Rückzug) |
| 17. Mai 2013 | Irak             | Anschlag in Bagdad             |                    |                                                                            | Sprengstoff                                        | Einkaufszentrum                                          | 15       | 25        | Aufstand im Irak (nach US-Rückzug) |
| 17. Mai 2013 | Irak             | Anschlag in Bagdad             |                    |                                                                            | Sprengstoff                                        | Zivilisten                                               | 4        | 22        | Aufstand im Irak (nach US-Rückzug) |
| 17. Mai 2013 | Pakistan         | Anschlag in Khyber Pakhtunkhwa |                    |                                                                            | 2 Sprengsätze                                      | Moscheen                                                 | 22       | 36        | Konflikt in Nordwest-Pakistan      |
| 17. Mai 2013 | Afghanistan      | Anschlag in Kandahar           |                    |                                                                            | Autobombe                                          | Polizeikonvoi, Zivilisten                                | 9        | 60        | Krieg in Afghanistan               |
| 20. Mai 2013 | Russland         | Anschlag in Machatschkala      | Kaukasus-Emirat    | autonomistisch-tschetschenisch, salafistisch, islamisch-fundamentalistisch | 2 Autobomben                                       | Regierungsgebäude                                        | 4        | 44        | Aufstand im Nordkaukasus           |
| 20. Mai 2013 | Irak             | Anschlag in Hilla              |                    |                                                                            | Selbstmordattentäter, Sprengsatz                   | Moscheen                                                 | 6 (+1)   | 53        | Aufstand im Irak (nach US-Rückzug) |
| 20. Mai 2013 | Irak             | Anschlag in Bagdad             |                    |                                                                            | Autobombe                                          | Markt                                                    | 12       | 26        | Aufstand im Irak (nach US-Rückzug) |
| 20. Mai 2013 | Irak             | Anschlag in Diyala             |                    |                                                                            | Autobombe                                          | Markt                                                    | 2        | 32        | Aufstand im Irak (nach US-Rückzug) |
| 20. Mai 2013 | Jemen            | Anschlag in Sanaa              |                    |                                                                            | Selbstmordattentäter                               | Soldaten bei Militärübung                                | 70 (+1)  | 111       | Huthi-Konflikt                     |
| 21. Mai 2013 | Irak             | Anschlag in Tuz Churmatu       |                    |                                                                            | 2 Autobomben                                       | Zivilisten                                               | 5        | 43        | Aufstand im Irak (nach US-Rückzug) |
| 21. Mai 2013 | Afghanistan      | Anschlag in Faryab             |                    |                                                                            | Giftgas                                            | Schule                                                   | 0        | 80        | Krieg in Afghanistan               |
| 22. Mai 2013 | Syrien           | Anschlag in Idlib              | al-Nusra-Front     | salafistisch, wahhabitisch                                                 | Artillerie                                         | Militärlager                                             | 40 (+14) |           | Bürgerkrieg in Syrien seit 2011    |
| 25. Mai 2013 | Indien           | Anschlag in Chhattisgarh       | CPI                | marxistisch-leninistisch, maoistisch, links-nationalistisch                | Landmine(n), Schusswaffen                          | INC-Konvoi                                               | 17       | 32        | Naxalitenaufstand                  |
| 25. Mai 2013 | Irak             | Anschlag nahe Samarra          |                    |                                                                            | Autobombe                                          | Schiitische Pilger in Bus                                | 6        | 20        | Aufstand im Irak (nach US-Rückzug) |
| 26. Mai 2013 | Irak             | Anschlag in Ninawa             |                    |                                                                            | 2 Autobomben                                       | Wohngebäude, Soldaten, Zivilisten                        | 3        | 30        | Aufstand im Irak (nach US-Rückzug) |
| 27. Mai 2013 | Irak             | Anschlagsserie                 | vermutlich IS      | salafistisch, wahhabitisch                                                 | 12 Autobomben                                      | Märkte, Moschee, Stadion, Zivilisten                     | 41       | 133       | Aufstand im Irak (nach US-Rückzug) |
| 27. Mai 2013 | Syrien           | Anschlag in Homs               |                    |                                                                            | Autobombe                                          | Tankstelle                                               | 6        | 40        | Bürgerkrieg in Syrien seit 2011    |
| 28. Mai 2013 | Irak             | Anschlag in Bagdad             |                    |                                                                            | Sprengsatz                                         | Bus                                                      | 7        | 26        | Aufstand im Irak (nach US-Rückzug) |
| 28. Mai 2013 | Irak             | Anschlag in Bagdad             |                    |                                                                            | Autobombe, Sprengsatz                              | Markt                                                    | 9        | 34        | Aufstand im Irak (nach US-Rückzug) |
| 29. Mai 2013 | Irak             | Anschlag in Bagdad             |                    |                                                                            | Autobombe                                          | Hochzeit                                                 | 18       | 40        | Aufstand im Irak (nach US-Rückzug) |
| 29. Mai 2013 | Irak             | Anschlag in al-Anbar           |                    |                                                                            | Autobombe, Sprengsatz                              | Markt                                                    | 12       | 31        | Aufstand im Irak (nach US-Rückzug) |

## Juni
| Datum/Beginn  | Betroffenes Land | Anschlag                       | Täter                     | Politische Ausrichtung                                          | Mittel                                                           | Ziel | Tote     | Verletzte | Hintergrund                        |
| ------------- | ---------------- | ------------------------------ | ------------------------- | --------------------------------------------------------------- | ---------------------------------------------------------------- | --- | -------- | --------- | ---------------------------------- |
| 06. Juni 2013 | Irak             | Anschlag in Tadschi            | vermutlich IS             | salafistisch, wahhabitisch                                      | Selbstmordattentäter mit Autobombe, Schusswaffen                 | Polizeigebäude                                                                                                 | 7 (+4)   | 21 (+5)   | Aufstand im Irak (nach US-Rückzug) |
| 06. Juni 2013 | Irak             | Anschlag in Diyala             |                           |                                                                 | Autobombe                                                        | Viehmarkt | 2        | 20        | Aufstand im Irak (nach US-Rückzug) |
| 07. Juni 2013 | Irak             | Anschlag in al-Muqdadiyya      |                           |                                                                 | Selbstmordattentäter mit Autobombe                               | Schiitische Pilger                                                                                             | 17 (+1)  | 44        | Aufstand im Irak (nach US-Rückzug) |
| 08. Juni 2013 | Irak             | Anschlag in Bagdad             |                           |                                                                 | Autobombe                                                        | Klinik, Polizeistation                                                                                         | 4        | 20        | Aufstand im Irak (nach US-Rückzug) |
| 09. Juni 2013 | Jemen            | Anschlag in Sanaa              | Huthi                     | zaiditisch, antiimperialistisch, antizionistisch, antisemitisch | Schusswaffen, Granaten                                           | Regierungsgebäude                                                                                              | 10       | 38        | Huthi-Konflikt                     |
| 10. Juni 2013 | Irak             | Anschlag in Mossul             |                           |                                                                 | Selbstmordattentäter mit Autobombe, Autobombe                    | Militärkonvoi, Kontrollpunkt, Zivilisten                                                                       | 9 (+1)   | 21        | Aufstand im Irak (nach US-Rückzug) |
| 10. Juni 2013 | Irak             | Anschlag in Diyala             | vermutlich IS             | salafistisch, wahhabitisch                                      | Selbstmordattentäter mit Autobombe, 2 Autobomben                 | Markt | 13 (+1)  | 50        | Aufstand im Irak (nach US-Rückzug) |
| 10. Juni 2013 | Irak             | Anschlag in Tuz Churmatu       |                           |                                                                 | Autobomben                                                       | Markt | 3        | 22        | Aufstand im Irak (nach US-Rückzug) |
| 11. Juni 2013 | Syrien           | Anschlag in Damaskus           |                           |                                                                 | 2 Selbstmordattentäter                                           | Polizeistation                                                                                                 | 14 (+2)  | 31        | Bürgerkrieg in Syrien seit 2011    |
| 11. Juni 2013 | Afghanistan      | Anschlag in Kabul              | Taliban                   | deobandisch-fundamentalistisch, paschtunisch, islamistisch      | Selbstmordattentäter mit Autobombe                               | Regierungsgebäude                                                                                              | 14 (+1)  | 40        | Krieg in Afghanistan               |
| 11. Juni 2013 | Syrien           | Anschlag in Deir ez-Zor        | vermutlich al-Nusra-Front | salafistisch, wahhabitisch                                      | Schusswaffen, Brandstiftung                                      | Zivilisten | 60 (+10) |           | Bürgerkrieg in Syrien seit 2011    |
| 15. Juni 2013 | Pakistan         | Anschlag in Quetta             | Lashkar-e-Jhangvi         | deobandisch-fundamentalistisch, salafistisch                    | Selbstmordattentäterin, 2 Selbstmordattentäter, Schusswaffen     | Studentinnen in Bus, eintreffende Rettungskräfte                                                               | 25 (+5)  | 60        | Konflikt in Nordwest-Pakistan      |
| 15. Juni 2013 | Tansania         | Anschlag in Arusha             |                           |                                                                 | Granate                                                          | Kundgebung | 4        | 20        |                                    |
| 16. Juni 2013 | Irak             | Anschlagsserie                 | vermutlich IS             | salafistisch, wahhabitisch                                      | 3 Sprengsätze, 13 Autobomben, Selbstmordattentäter, Schusswaffen | Militärkonvoi, Restaurant, Café, Moschee, Soldaten, Polizisten, Polizeistreife, Restaurant, Märkte, Zivilisten | 46 (+1)  | 148       | Aufstand im Irak (nach US-Rückzug) |
| 17. Juni 2013 | Irak             | Anschlag in Tadschi            |                           |                                                                 | Sprengsatz                                                       | Restaurant | 7        | 20        | Aufstand im Irak (nach US-Rückzug) |
| 17. Juni 2013 | Irak             | Anschlag in Falludscha         | IS                        | salafistisch, wahhabitisch                                      | Selbstmordattentäter                                             | Wahlzentrum, Polizisten                                                                                        | 3 (+1)   | 21        | Aufstand im Irak (nach US-Rückzug) |
| 17. Juni 2013 | Syrien           | Anschlag in Aleppo             | al-Nusra-Front            | salafistisch, wahhabitisch                                      | Autobombe                                                        | Militärstützpunkt                                                                                              | 60       |           | Bürgerkrieg in Syrien seit 2011    |
| 18. Juni 2013 | Irak             | Anschlag in Bagdad             |                           |                                                                 | 2 Selbstmordattentäter                                           | Kontrollpunkt, Moschee                                                                                         | 29 (+2)  | 57        | Aufstand im Irak (nach US-Rückzug) |
| 21. Juni 2013 | Pakistan         | Anschlag in Peschawar          | TTP                       | deobandisch, islamisch-fundamentalistisch                       | Schusswaffen, Selbstmordattentäter                               | Medresse | 14 (+1)  | 32        | Konflikt in Nordwest-Pakistan      |
| 21. Juni 2013 | Pakistan         | Anschlag in Karatschi          |                           |                                                                 | Schusswaffen, Sprengsätze                                        | Zivilisten, Polizisten                                                                                         | 2        | 27        | Konflikt in Nordwest-Pakistan      |
| 22. Juni 2013 | Irak             | Anschlag in Tadschi            |                           |                                                                 | Selbstmordattentäter                                             | Moschee | 24 (+1)  | 25        | Aufstand im Irak (nach US-Rückzug) |
| 23. Juni 2013 | Kenia            | Anschlag in Mandera County     |                           |                                                                 | Panzerfaust                                                      | Flüchtlingslager                                                                                               | 15       | 21        | Somalischer Bürgerkrieg            |
| 23. Juni 2013 | Libanon          | Anschlag in Sidon              |                           |                                                                 | Panzerfäuste, Maschinengewehre                                   | Kontrollpunkt                                                                                                  | 17 (+21) | 50        |                                    |
| 26. Juni 2013 | China            | Anschlag in Xinjiang           |                           |                                                                 | Brandstiftung, Messer                                            | Polizeistation, Schönheitssalon, Geschäft, Baustelle, Regierungsgebäude, Polizeigebäude                        | 24 (+11) | 16 (+5)   | Xinjiang-Konflikt                  |
| 28. Juni 2013 | Nigeria          | Anschlag in Borno              | Boko Haram                | wahhabitisch, islamistisch                                      | Schusswaffen                                                     | Händler | 25       | 0         | Scharia-Konflikt in Nigeria        |
| 30. Juni 2013 | Pakistan         | Anschlag in Quetta             | Lashkar-e-Jhangvi         | deobandisch-fundamentalistisch, salafistisch                    | Selbstmordattentäter                                             | Moschee | 31 (+1)  | 55        | Konflikt in Nordwest-Pakistan      |
| 30. Juni 2013 | Pakistan         | Anschlag in Khyber Pakhtunkhwa | TTP                       | deobandisch, islamisch-fundamentalistisch                       | Autobombe                                                        | Militärkonvoi, Zivilisten                                                                                      | 20       | 50        | Konflikt in Nordwest-Pakistan      |
| 30. Juni 2013 | Irak             | Anschlag in Diyala             |                           |                                                                 | Sprengsatz                                                       | Fußballplatz                                                                                                   | 12       | 24        | Aufstand im Irak (nach US-Rückzug) |
| 30. Juni 2013 | Irak             | Anschlag in Tuz Churmatu       |                           |                                                                 | 2 Autobomben                                                     | Zivilisten | 1        | 27        | Aufstand im Irak (nach US-Rückzug) |

## Juli
| Datum/Beginn  | Betroffenes Land | Anschlag                       | Täter                                           | Politische Ausrichtung                                                 | Mittel                                                                                    | Ziel | Tote    | Verletzte | Hintergrund                        |
| ------------- | ---------------- | ------------------------------ | ----------------------------------------------- | ---------------------------------------------------------------------- | ----------------------------------------------------------------------------------------- | --- | ------- | --------- | ---------------------------------- |
| 01. Juli 2013 | Irak             | Anschlag in al-Muqdadiyya      | vermutlich IS                                   | salafistisch, wahhabitisch                                             | Selbstmordattentäter                                                                      | Beerdigung | 22 (+1) | 28        | Aufstand im Irak (nach US-Rückzug) |
| 02. Juli 2013 | Irak             | Anschlag in Samawa             | vermutlich IS                                   | salafistisch, wahhabitisch                                             | Autobombe                                                                                 | Zivilisten | 3       | 20        | Aufstand im Irak (nach US-Rückzug) |
| 05. Juli 2013 | Irak             | Anschlag in Bagdad             |                                                 |                                                                        | Selbstmordattentäter                                                                      | Moschee | 15 (+1) | 32        | Aufstand im Irak (nach US-Rückzug) |
| 06. Juli 2013 | Pakistan         | Anschlag in Lahore             | Baloch Liberation Tigers                        | autonomistisch, belutschisch-nationalistisch                           | Sprengsatz                                                                                | Restaurant | 5       | 50        | Belutschistankonflikt              |
| 06. Juli 2013 | Nigeria          | Anschlag in Yobe               | Boko Haram                                      | wahhabitisch, islamistisch                                             | Schusswaffen, Brandstiftung                                                               | Schule | 46      | 4         | Scharia-Konflikt in Nigeria        |
| 07. Juli 2013 | Pakistan         | Anschlag in Quetta             | Lashkar-e-Jhangvi                               | deobandisch-fundamentalistisch, salafistisch                           | Selbstmordattentäter                                                                      | Schiitische Moschee | 28 (+1) | 70        | Konflikt in Nordwest-Pakistan      |
| 08. Juli 2013 | Syrien           | Anschlag in Homs               |                                                 |                                                                        | Selbstmordattentäter mit Autobombe, Autobombe                                             | Wohnviertel | 5 (+1)  | 30        | Bürgerkrieg in Syrien seit 2011    |
| 09. Juli 2013 | Libanon          | Anschlag in Haret Hreik        | 313 Brigade                                     |                                                                        | Autobombe                                                                                 | Zivilisten | 0       | 53        | Bürgerkrieg in Syrien seit 2011    |
| 11. Juli 2013 | Irak             | Anschlag in al-Muqdadiyya      | vermutlich IS                                   | salafistisch, wahhabitisch                                             | Selbstmordattentäter, Autobombe                                                           | Beerdigung | 10 (+1) | 22        | Aufstand im Irak (nach US-Rückzug) |
| 11. Juli 2013 | Irak             | Anschlag in Dudschail          |                                                 |                                                                        | Autobombe, Sprengsatz                                                                     | Moschee, eintreffende Rettungskräfte, Zivilisten                                                                                  | 11      | 25        | Aufstand im Irak (nach US-Rückzug) |
| 11. Juli 2013 | Irak             | Anschlag in Tuz Churmatu       |                                                 |                                                                        | Autobombe                                                                                 | Wohnviertel | 5       | 29        | Aufstand im Irak (nach US-Rückzug) |
| 12. Juli 2013 | Irak             | Anschlag in Kirkuk             |                                                 |                                                                        | Selbstmordattentäter                                                                      | Café | 41 (+1) | 35        | Aufstand im Irak (nach US-Rückzug) |
| 13. Juli 2013 | Irak             | Anschlag in Bagdad             |                                                 |                                                                        | Autobombe, Sprengsatz                                                                     | Sunnitische Moscheen | 23      | 35        | Aufstand im Irak (nach US-Rückzug) |
| 14. Juli 2013 | Irak             | Anschlagsserie                 | vermutlich IS                                   | salafistisch, wahhabitisch                                             | Selbstmordattentäter, 3 Autobomben, 3 Sprengsätze                                         | Moschee, Märkte, Schiitisches Parteibüro                                                                                          | 20 (+1) | 76        | Aufstand im Irak (nach US-Rückzug) |
| 19. Juli 2013 | Mali             | Anschlag in Kidal              | MNLA                                            | autonomistisch, nationalistisch                                        | Brandstiftung                                                                             | Markt | 0       | 40        | Azawad-Konflikt                    |
| 19. Juli 2013 | Irak             | Anschlag in Diyala             |                                                 |                                                                        | Selbstmordattentäter                                                                      | Moschee | 20 (+1) | 40        | Aufstand im Irak (nach US-Rückzug) |
| 20. Juli 2013 | Irak             | Anschlag in Mossul             |                                                 |                                                                        | Selbstmordattentäter mit Autobombe                                                        | Militärposten, Zivilisten | 1 (+1)  | 22        | Aufstand im Irak (nach US-Rückzug) |
| 21. Juli 2013 | Kolumbien        | Anschlag in Cúcuta             |                                                 |                                                                        | Handgranate                                                                               | Nachtclub | 1       | 20        | Bewaffneter Konflikt in Kolumbien  |
| 22. Juli 2013 | Syrien           | Anschlag in Ariha              | FSA                                             |                                                                        | Mörsergranaten                                                                            | Kontrollpunkt | 20+     |           | Bürgerkrieg in Syrien seit 2011    |
| 22. Juli 2013 | Irak             | Anschlag in Mossul             | vermutlich IS                                   | salafistisch, wahhabitisch                                             | Selbstmordattentäter mit Autobombe                                                        | Militärkonvoi, Zivilisten | 25 (+1) | 16        | Aufstand im Irak (nach US-Rückzug) |
| 22. Juli 2013 | Syrien           | Anschlag in Aleppo             | al-Nusra-Front                                  | salafistisch, wahhabitisch                                             | Schusswaffen                                                                              | Soldaten, Zivilisten | 123     |           | Bürgerkrieg in Syrien seit 2011    |
| 23. Juli 2013 | Irak             | Anschlag in Kirkuk             |                                                 |                                                                        | Sprengsätze                                                                               | Moscheen | 7       | 31        | Aufstand im Irak (nach US-Rückzug) |
| 23. Juli 2013 | Irak             | Anschlag in Bagdad             |                                                 |                                                                        | 3 Sprengsätze                                                                             | Restaurant | 6       | 28        | Aufstand im Irak (nach US-Rückzug) |
| 24. Juli 2013 | Pakistan         | Anschlag in Sukkur             | Jundallah                                       | salafistisch                                                           | Selbstmordattentäter mit Autobombe und Schusswaffen                                       | Regierungsgebäude | 2 (+5)  | 38        | Konflikt in Nordwest-Pakistan      |
| 24. Juli 2013 | Syrien           | Anschlag in Damaskus           | PFLP-GC                                         | autonomistisch-palästinensisch                                         | Raketen, Panzer                                                                           | Flüchtlingslager | 11      | 45        | Bürgerkrieg in Syrien seit 2011    |
| 24. Juli 2013 | Irak             | Anschlag in Tuz Churmatu       |                                                 |                                                                        | Autobombe                                                                                 | Zivilisten | 0       | 35        | Aufstand im Irak (nach US-Rückzug) |
| 25. Juli 2013 | Syrien           | Anschlag in Damaskus           | IS                                              | salafistisch, wahhabitisch                                             | Autobombe                                                                                 | Zivilisten | 10      | 62        | Bürgerkrieg in Syrien seit 2011    |
| 26. Juli 2013 | Pakistan         | Anschlag in Parachinar         | Ansar ul-Mujahideen                             |                                                                        | 2 Selbstmordattentäter mit Motorradbomben                                                 | Basar | 59 (+2) | 151       | Konflikt in Nordwest-Pakistan      |
| 26. Juli 2013 | Philippinen      | Anschlag in Cagayan de Oro     | vermutlich BIFF, Kilafah Islamic Movement, MILF | autonomistisch, salafistisch, moro-nationalistisch, moro-sozialistisch | Sprengsatz                                                                                | Restaurant | 8       | 40        | Moro-Konflikt                      |
| 26. Juli 2013 | Ruanda           | Anschlag in Kigali             | FDLR                                            | hutu-nationalistisch                                                   | Granate                                                                                   | Zivilisten | 3       | 32        |                                    |
| 26. Juli 2013 | Afghanistan      | Anschlag in Zabul              | Taliban                                         | deobandisch-fundamentalistisch, paschtunisch, islamistisch             | Sprengsatz                                                                                | Polizisten, Zivilisten | 11      | 20        | Krieg in Afghanistan               |
| 27. Juli 2013 | Nigeria          | Anschlag in Maiduguri          | Boko Haram                                      | wahhabitisch, islamistisch                                             | Schusswaffen, Sprengsätze                                                                 | Lokal | 25      | 30        | Scharia-Konflikt in Nigeria        |
| 27. Juli 2013 | Pakistan         | Anschlag in Khyber Pakhtunkhwa |                                                 |                                                                        | Schusswaffen, Panzerfäuste, Mörsergranaten, Granaten, Sprengstoff                         | Polizeikontrollpunkt | 2 (+8)  | 24        | Konflikt in Nordwest-Pakistan      |
| 29. Juli 2013 | Irak             | Anschlagsserie                 | IS                                              | salafistisch, wahhabitisch                                             | Schusswaffen, 6 Sprengsätze, 17 Autobomben, Haftbombe, Selbstmordattentäter mit Autobombe | Polizisten, Militärpatrouille, Schiitische Zivilisten, Polizeifahrzeug, Militärposten, Parfümerie, Konvoi, Markt, Café, Parkplatz | 57 (+3) | 202       | Aufstand im Irak (nach US-Rückzug) |
| 29. Juli 2013 | Nigeria          | Anschlag in Kano               | Boko Haram                                      | wahhabitisch, islamistisch                                             | Autobombe, Sprengsätze                                                                    | Bars | 24      | 3         | Scharia-Konflikt in Nigeria        |
| 30. Juli 2013 | Syrien           | Anschlag in Deir ez-Zor        |                                                 |                                                                        | Mörsergranaten                                                                            | Zivilisten | 10      | 26        | Bürgerkrieg in Syrien seit 2011    |

## August
| Datum/Beginn    | Betroffenes Land       | Anschlag                     | Täter                                   | Politische Ausrichtung                                     | Mittel                                                                   | Ziel | Tote     | Verletzte | Hintergrund                        |
| --------------- | ---------------------- | ---------------------------- | --------------------------------------- | ---------------------------------------------------------- | ------------------------------------------------------------------------ | --- | -------- | --------- | ---------------------------------- |
| 01. August 2013 | Syrien                 | Anschlag in Homs             | Liwa al-Haqq                            | islamistisch                                               | Raketen                                                                  | Munitionsdepot, Zivilisten | 40       | 160       | Bürgerkrieg in Syrien seit 2011    |
| 02. August 2013 | Afghanistan            | Anschlag in Nangarhar        | Taliban                                 | deobandisch-fundamentalistisch, paschtunisch, islamistisch | Schusswaffen                                                             | Konvoi, Sicherheitskräfte | 22 (+60) |           | Krieg in Afghanistan               |
| 03. August 2013 | Afghanistan            | Anschlag in Dschalalabad     | Haqqani-Netzwerk, Laschkar-e Taiba      | deobandisch-fundamentalistisch, salafistisch               | 2 Selbstmordattentäter, einer mit Autobombe, Schusswaffen                | Indisches Konsulat | 9 (+3)   | 22        | Krieg in Afghanistan               |
| 05. August 2013 | Afghanistan            | Anschlag in Kandahar         | Taliban                                 | deobandisch-fundamentalistisch, paschtunisch, islamistisch | Sprengsatz                                                               | Markt | 4        | 22        | Krieg in Afghanistan               |
| 06. August 2013 | Syrien                 | Anschlag in Damaskus         | al-Nusra-Front                          | salafistisch, wahhabitisch                                 | Autobombe                                                                | Zivilisten | 18       | 56        | Bürgerkrieg in Syrien seit 2011    |
| 06. August 2013 | Irak                   | Anschlagsserie               |                                         |                                                            | Selbstmordattentäter mit Autobombe, 10 Autobomben, 2 Sprengsätze         | Kontrollpunkt, Dorf, Eiscafé, Märkte, Zivilisten, Minibus, Café                                                                                 | 58 (+1)  | 169       | Aufstand im Irak (nach US-Rückzug) |
| 07. August 2013 | Irak                   | Anschlag in Tikrit           | vermutlich IS                           | salafistisch, wahhabitisch                                 | Autobombe, Schusswaffen, Sprengsätze                                     | Wohngebäude | 17       | 30        | Aufstand im Irak (nach US-Rückzug) |
| 08. August 2013 | Pakistan               | Anschlag in Quetta           | TTP                                     | deobandisch, islamisch-fundamentalistisch                  | Selbstmordattentäter, Schusswaffen                                       | Polizisten, Beerdigung | 39 (+1)  | 55        | Konflikt in Nordwest-Pakistan      |
| 09. August 2013 | Vereinigtes Königreich | Anschlag in Belfast          | Protestantische Extremisten             | protestantisch-unionistisch                                | Steine, Schwert                                                          | Bereitschaftspolizisten bei Pro-Irisch-Republikanischer Parade                                                                                  | 0        | 56        | Nordirlandkonflikt                 |
| 10. August 2013 | Irak                   | Anschlagsserie               | IS                                      | salafistisch, wahhabitisch                                 | 4 Sprengsätze, 18 Autobomben, Selbstmordattentäter mit Autobombe         | Tankstelle, Cafés, Moschee, Park, Restaurant, Parkplatz, Märkte, Zivilisten                                                                     | 88 (+1)  | 271       | Aufstand im Irak (nach US-Rückzug) |
| 11. August 2013 | Nigeria                | Anschläge in Borno           | Boko Haram                              | wahhabitisch, islamistisch                                 | Schusswaffen                                                             | Moschee | 44       | 26        | Scharia-Konflikt in Nigeria        |
| 15. August 2013 | Libanon                | Anschlag in Beirut           | Aisha Umm-al Mouemeneen                 |                                                            | Autobombe                                                                | Hisbollah-Mitglieder, Zivilisten | 30       | 30        |                                    |
| 15. August 2013 | Irak                   | Anschläge in und nahe Bagdad | IS                                      | salafistisch, wahhabitisch                                 | Motorradbombe, Haftbombe, 8 Autobomben                                   | Handelsplatz, Sattelzug mit Gaszylindern, Polizeistreife, Geschäfte, Markt, Polizeistation, Autowerkstatt, Bushaltestelle, Arbeiter, Zivilisten | 33       | 86        | Aufstand im Irak (nach US-Rückzug) |
| 16. August 2013 | Pakistan               | Anschlag in Belutschistan    |                                         |                                                            | Raketen, Schusswaffen                                                    | Expresszug | 3        | 32        | Belutschistankonflikt              |
| 16. August 2013 | Ägypten                | Anschlag in asch-Scharqiyya  |                                         |                                                            | Schusswaffen                                                             | Militärfahrzeuge | 0        | 20        | Sinai-Aufstand                     |
| 18. August 2013 | Afghanistan            | Anschlag in Farah            | Taliban                                 | deobandisch-fundamentalistisch, paschtunisch, islamistisch | Schusswaffen                                                             | Polizeikonvoi | 12 (+70) | 22        | Krieg in Afghanistan               |
| 19. August 2013 | Ägypten                | Anschlag in Rafah            | Muslimische Extremisten                 | islamisch-fundamentalistisch                               | Panzerfäuste, Schusswaffen                                               | Polizeibusse | 25       | 3         | Sinai-Aufstand                     |
| 19. August 2013 | Nigeria                | Anschläge in Borno           | Boko Haram                              | wahhabitisch, islamistisch                                 | Messer, Äxte, Schusswaffen, Brandstiftung                                | Dorf | 35       | 14        | Scharia-Konflikt in Nigeria        |
| 20. August 2013 | Irak                   | Anschlag in Amara            |                                         |                                                            | 2 Autobomben                                                             | Zivilisten | 4        | 42        | Aufstand im Irak (nach US-Rückzug) |
| 20. August 2013 | Irak                   | Anschlag in Nasiriya         |                                         |                                                            | Autobombe                                                                | Kraftwerk | 3        | 21        | Aufstand im Irak (nach US-Rückzug) |
| 20. August 2013 | Kasachstan             | Anschlag in Aqtöbe           |                                         |                                                            | Eisenstange                                                              | Journalist | 0        | 1         |                                    |
| 22. August 2013 | Irak                   | Anschlag in Dudschail        |                                         |                                                            | Sprengsatz                                                               | Hochzeit | 6        | 22        | Aufstand im Irak (nach US-Rückzug) |
| 22. August 2013 | Syrien                 | Anschlag in Aleppo           |                                         |                                                            | Selbstmordattentäter                                                     | Restaurant | 6 (+1)   | 20        | Bürgerkrieg in Syrien seit 2011    |
| 23. August 2013 | Libanon                | Anschlag in Tripoli          | vermutlich Islamic Unification Movement |                                                            | 2 Autobomben                                                             | Moscheen | 47       | 300       |                                    |
| 23. August 2013 | Irak                   | Anschlag in Bagdad           |                                         |                                                            | Selbstmordattentäter                                                     | Park | 25 (+1)  | 50        | Aufstand im Irak (nach US-Rückzug) |
| 25. August 2013 | Irak                   | Anschlag in Baquba           |                                         |                                                            | Autobombe                                                                | Markt | 11       | 34        | Aufstand im Irak (nach US-Rückzug) |
| 25. August 2013 | Irak                   | Anschlag in Bagdad           |                                         |                                                            | Sprengsatz                                                               | Café | 10       | 20        | Aufstand im Irak (nach US-Rückzug) |
| 28. August 2013 | Afghanistan            | Anschlag in Ghazni           | Taliban                                 | deobandisch-fundamentalistisch, paschtunisch, islamistisch | Selbstmordattentäter mit Autobombe, Autobombe, Automatische Schusswaffen | NATO-Stützpunkt | 7 (+1)   | 62        | Krieg in Afghanistan               |
| 28. August 2013 | Irak                   | Anschlag in Bagdad           | IS                                      | salafistisch, wahhabitisch                                 | 2 Selbstmordattentäter mit Autobomben, 2 Sprengsätze, 12 Autobomben      | Parkplatz, Märkte, Kontrollpunkt, Zivilisten | 41 (+2)  | 190       | Aufstand im Irak (nach US-Rückzug) |
| 29. August 2013 | Irak                   | Anschlag in Samarra          | vermutlich IS                           | salafistisch, wahhabitisch                                 | Autobombe                                                                | Gemüsemarkt | 11       | 25        | Aufstand im Irak (nach US-Rückzug) |
| 30. August 2013 | Nigeria                | Anschlag in Borno            | Boko Haram                              | wahhabitisch, islamistisch                                 | Schusswaffen, Entführung                                                 | Milizionäre | 24       | 0         | Scharia-Konflikt in Nigeria        |
| 31. August 2013 | Afghanistan            | Anschlag in Kandahar         | Taliban                                 | deobandisch-fundamentalistisch, paschtunisch, islamistisch | Selbstmordattentäter                                                     | Kontrollpunkt | 6 (+1)   | 22        | Krieg in Afghanistan               |
| 31. August 2013 | Irak                   | Anschlag in Ramadi           |                                         |                                                            | Selbstmordattentäter mit Autobombe                                       | Polizeistreife | 12 (+1)  | 20        | Aufstand im Irak (nach US-Rückzug) |

## September
| Datum/Beginn       | Betroffenes Land | Anschlag                       | Täter                                 | Politische Ausrichtung                                     | Mittel                                                                                      | Ziel                                                                                  | Tote    | Verletzte | Hintergrund                        |
| ------------------ | ---------------- | ------------------------------ | ------------------------------------- | ---------------------------------------------------------- | ------------------------------------------------------------------------------------------- | ------------------------------------------------------------------------------------- | ------- | --------- | ---------------------------------- |
| 01. September 2013 | Pakistan         | Anschlag in Khyber Pakhtunkhwa | Ansar ul-Mujahideen                   |                                                            | Sprengsatz                                                                                  | Militärkonvoi                                                                         | 9       | 20        | Konflikt in Nordwest-Pakistan      |
| 03. September 2013 | Irak             | Anschlag in Bagdad             | IS                                    | salafistisch, wahhabitisch                                 | 12 Autobomben                                                                               | Restaurants, Wohnviertel, Eiscafé, Polizeistation, Zivilisten                         | 43      | 165       | Aufstand im Irak (nach US-Rückzug) |
| 05. September 2013 | Irak             | Anschlag in Kirkuk             |                                       |                                                            | 3 Autobomben                                                                                | Zivilisten                                                                            | 2       | 24        | Aufstand im Irak (nach US-Rückzug) |
| 07. September 2013 | Somalia          | Anschlag in Mogadischu         | al-Shabaab                            | wahhabitisch, islamistisch                                 | Selbstmordattentäter mit Autobombe, Autobombe                                               | Restaurant                                                                            | 15 (+1) | 23        | Somalischer Bürgerkrieg            |
| 08. September 2013 | Afghanistan      | Anschlag in Wardak             | Taliban                               | deobandisch-fundamentalistisch, paschtunisch, islamistisch | Selbstmordattentäter mit Autobombe, Schusswaffen                                            | Regierungsgebäude                                                                     | 4 (+6)  | 150       | Krieg in Afghanistan               |
| 10. September 2013 | Syrien           | Anschlag in Homs               | al-Nusra-Front                        | salafistisch, wahhabitisch                                 | Schusswaffen                                                                                | Dorf                                                                                  | 22      | 0         | Bürgerkrieg in Syrien seit 2011    |
| 11. September 2013 | Irak             | Anschlag in Bagdad             |                                       |                                                            | 2 Selbstmordattentäter, Autobombe                                                           | Moschee                                                                               | 30 (+2) | 55        | Aufstand im Irak (nach US-Rückzug) |
| 12. September 2013 | Somalia          | Anschlag in Kismaayo           | al-Shabaab                            | wahhabitisch, islamistisch                                 | Autobombe                                                                                   | Konvoi                                                                                | 20      | 24        | Somalischer Bürgerkrieg            |
| 13. September 2013 | Irak             | Anschlag in Baquba             |                                       |                                                            | 2 Sprengsätze                                                                               | Moschee                                                                               | 30      | 24        | Aufstand im Irak (nach US-Rückzug) |
| 13. September 2013 | Nepal            | Anschlag in Malangwa           | Akhil Terai Mukti Morcha              |                                                            | Sprengsatz                                                                                  | Regierungsgebäude                                                                     | 0       | 25        |                                    |
| 14. September 2013 | Irak             | Anschlag in Ninawa             |                                       |                                                            | Selbstmordattentäter                                                                        | Beerdigung                                                                            | 26 (+1) | 35        | Aufstand im Irak (nach US-Rückzug) |
| 15. September 2013 | Irak             | Anschlagsserie                 | vermutlich IS                         | salafistisch, wahhabitisch                                 | Sprengsätze, Autobomben                                                                     | Gebäude, Märkte, Café, Bauarbeiter, Polizeistreife, Konvoi, Autowerkstatt, Zivilisten | 47      | 166       | Aufstand im Irak (nach US-Rückzug) |
| 15. September 2013 | Afghanistan      | Anschlag in Nimrus             | Taliban                               | deobandisch-fundamentalistisch, paschtunisch, islamistisch | Sprengsatz                                                                                  | Bus                                                                                   | 15      | 25        | Krieg in Afghanistan               |
| 17. September 2013 | Syrien           | Anschlag in Idlib              |                                       |                                                            | Autobombe                                                                                   | Grenzübergang                                                                         | 7       | 20        | Bürgerkrieg in Syrien seit 2011    |
| 17. September 2013 | Nigeria          | Anschlag in Borno              | Boko Haram                            | wahhabitisch, islamistisch                                 | Schuss- und Stichwaffen, Brandstiftung                                                      | Dorf                                                                                  | 142     |           | Scharia-Konflikt in Nigeria        |
| 17. September 2013 | Irak             | Anschlag in Bagdad             |                                       |                                                            | 8 Autobomben                                                                                | Markt, Zivilisten                                                                     | 25      | 79        | Aufstand im Irak (nach US-Rückzug) |
| 18. September 2013 | Afghanistan      | Anschlag in Badachschan        | Taliban                               | deobandisch-fundamentalistisch, paschtunisch, islamistisch | Schusswaffen                                                                                | Polizeikonvoi                                                                         | 23      | 21        | Krieg in Afghanistan               |
| 18. September 2013 | Irak             | Anschlag in Tuz Churmatu       |                                       |                                                            | Selbstmordattentäter mit Autobombe                                                          | Zivilisten                                                                            | 1 (+1)  | 20        | Aufstand im Irak (nach US-Rückzug) |
| 19. September 2013 | Nigeria          | Anschlag in Borno              | Boko Haram                            | wahhabitisch, islamistisch                                 | Schusswaffen                                                                                | Verkehr, Zivilisten, Polizeieskorte                                                   | 20      | 0         | Scharia-Konflikt in Nigeria        |
| 19. September 2013 | Irak             | Anschlag in Salah ad-Din       |                                       |                                                            | 3 Sprengsätze                                                                               | Zivilisten                                                                            | 5       | 20+       | Aufstand im Irak (nach US-Rückzug) |
| 19. September 2013 | Irak             | Anschlag in Abu Ghuraib        |                                       |                                                            | Sprengsatz                                                                                  | Markt                                                                                 | 9       | 30        | Aufstand im Irak (nach US-Rückzug) |
| 20. September 2013 | Jemen            | Anschlag in Schabwa            | al-Qaida auf der Arabischen Halbinsel | salafistisch, antizionistisch, antisemitisch               | 3 Selbstmordattentäter mit Autobomben, Schusswaffen                                         | Kontrollpunkt, Militärstützpunkt, Gasterminal, Polizeicamp                            | 56 (+3) | 20        | Huthi-Konflikt                     |
| 20. September 2013 | Irak             | Anschlag in Samarra            |                                       |                                                            | 2 Sprengsätze                                                                               | Moschee                                                                               | 18      | 21        | Aufstand im Irak (nach US-Rückzug) |
| 21. September 2013 | Kenia            | Anschlag in Nairobi            | al-Shabaab                            | wahhabitisch, islamistisch                                 | Automatische Schusswaffen, Granaten, Geiselnahme                                            | Einkaufszentrum                                                                       | 67 (+5) | 300       | Somalischer Bürgerkrieg            |
| 21. September 2013 | Irak             | Anschlag in Bagdad             |                                       |                                                            | Selbstmordattentäter mit Autobombe, Autobombe, Sprengsatz                                   | Beerdigung                                                                            | 66 (+1) | 120       | Aufstand im Irak (nach US-Rückzug) |
| 21. September 2013 | Irak             | Anschlag in Baidschi           |                                       |                                                            | 4 Selbstmordattentäter                                                                      | Polizeigebäude                                                                        | 7 (+4)  | 21        | Aufstand im Irak (nach US-Rückzug) |
| 22. September 2013 | Pakistan         | Anschlag in Peschawar          | Jundallah                             | sunnitisch-islamistisch, salafistisch                      | 2 Selbstmordattentäter                                                                      | Kirche                                                                                | 85 (+2) | 131       | Konflikt in Nordwest-Pakistan      |
| 22. September 2013 | Irak             | Anschlag in Bagdad             |                                       |                                                            | Selbstmordattentäter                                                                        | Beerdigung                                                                            | 16 (+1) | 35        | Aufstand im Irak (nach US-Rückzug) |
| 22. September 2013 | Pakistan         | Anschlag in Belutschistan      |                                       |                                                            | Motorradbombe                                                                               | Markt                                                                                 | 0       | 20+       | Belutschistankonflikt              |
| 22. September 2013 | Irak             | Anschlag in Kirkuk             |                                       |                                                            | Selbstmordattentäter mit Autobombe                                                          | Zivilisten                                                                            | 0 (+1)  | 35        | Aufstand im Irak (nach US-Rückzug) |
| 23. September 2013 | Russland         | Anschlag in Dagestan           |                                       |                                                            | Selbstmordattentäter mit Autobombe                                                          | Polizeistation                                                                        | 2 (+1)  | 20        | Aufstand im Nordkaukasus           |
| 23. September 2013 | Irak             | Anschlag in Bagdad             |                                       |                                                            | 2 Sprengsätze                                                                               | Beerdigung, Ersthelfer                                                                | 16      | 30        | Aufstand im Irak (nach US-Rückzug) |
| 25. September 2013 | Irak             | Anschlag in Mossul             | vermutlich IS                         | salafistisch, wahhabitisch                                 | Sprengsatz                                                                                  | Markt                                                                                 | 7       | 25        | Aufstand im Irak (nach US-Rückzug) |
| 26. September 2013 | Irak             | Anschlag in Salah ad-Din       | vermutlich IS                         | salafistisch, wahhabitisch                                 | Sprengsätze                                                                                 | Markt                                                                                 | 15      | 70        | Aufstand im Irak (nach US-Rückzug) |
| 26. September 2013 | Jemen            | Anschlag in Sanaa              |                                       |                                                            | Sprengsatz                                                                                  | Zivilisten                                                                            | 2       | 20        | Huthi-Konflikt                     |
| 26. September 2013 | Nigeria          | Anschläge in Borno             | Boko Haram                            | wahhabitisch, islamistisch                                 | Schusswaffen                                                                                | Zivilisten                                                                            | 21      | 2         | Scharia-Konflikt in Nigeria        |
| 27. September 2013 | Pakistan         | Anschlag in Peschawar          | TTP                                   | deobandisch, islamisch-fundamentalistisch                  | Sprengsatz                                                                                  | Regierungsarbeiter in Bus                                                             | 17      | 33        | Konflikt in Nordwest-Pakistan      |
| 27. September 2013 | Syrien           | Anschlag in Rif Dimaschq       |                                       |                                                            | Autobombe                                                                                   | Moschee                                                                               | 30      | 24        | Bürgerkrieg in Syrien seit 2011    |
| 29. September 2013 | Nigeria          | Anschläge in Yobe              | Boko Haram                            | wahhabitisch, islamistisch                                 | Schusswaffen, Brandstiftung                                                                 | Hochschule                                                                            | 40      | 18        | Scharia-Konflikt in Nigeria        |
| 29. September 2013 | Pakistan         | Anschlag in Peschawar          |                                       |                                                            | Autobombe                                                                                   | Basar                                                                                 | 43      | 100+      | Konflikt in Nordwest-Pakistan      |
| 29. September 2013 | Irak             | Anschlag in Babil              | vermutlich IS                         | salafistisch, wahhabitisch                                 | Selbstmordattentäter                                                                        | Beerdigung                                                                            | 40 (+1) | 50        | Aufstand im Irak (nach US-Rückzug) |
| 29. September 2013 | Irak             | Anschlag in Erbil              | IS                                    | salafistisch, wahhabitisch                                 | 2 Selbstmordattentäter mit Autobomben, 4 Selbstmordattentäter mit Granaten und Schusswaffen | Regierungsgebäude                                                                     | 6 (+6)  | 31        | Aufstand im Irak (nach US-Rückzug) |
| 30. September 2013 | Irak             | Anschlag in Bagdad             | IS                                    | salafistisch, wahhabitisch                                 | 15 Autobomben                                                                               | Zivilisten                                                                            | 30      | 142       | Aufstand im Irak (nach US-Rückzug) |

## Oktober
| Datum/Beginn     | Betroffenes Land | Anschlag                       | Täter                                 | Politische Ausrichtung                                                                                         | Mittel                                | Ziel                                                       | Tote     | Verletzte | Hintergrund                        |
| ---------------- | ---------------- | ------------------------------ | ------------------------------------- | --- | ------------------------------------- | ---------------------------------------------------------- | -------- | --------- | ---------------------------------- |
| 03. Oktober 2013 | Pakistan         | Anschlag in Khyber Pakhtunkhwa | TTP                                   | deobandisch, islamisch-fundamentalistisch                                                                      | 3 Selbstmordattentäter, Autobombe     | Milizgelände                                               | 17 (+1)  | 22        | Konflikt in Nordwest-Pakistan      |
| 05. Oktober 2013 | Irak             | Anschlag in Bagdad             | vermutlich IS                         | salafistisch, wahhabitisch                                                                                     | Selbstmordattentäter                  | Schiitische Pilger                                         | 42 (+1)  | 75        | Aufstand im Irak (nach US-Rückzug) |
| 05. Oktober 2013 | Irak             | Anschlag in Salah ad-Din       |                                       | | Selbstmordattentäter mit Autobombe    | Café                                                       | 11 (+1)  | 35        | Aufstand im Irak (nach US-Rückzug) |
| 06. Oktober 2013 | Irak             | Anschlag in Bagdad             | vermutlich IS                         | salafistisch, wahhabitisch                                                                                     | Selbstmordattentäter                  | Schiitische Pilger                                         | 10 (+1)  | 20        | Aufstand im Irak (nach US-Rückzug) |
| 06. Oktober 2013 | Irak             | Anschlag in Ninawa             | IS                                    | salafistisch, wahhabitisch                                                                                     | 2 Selbstmordattentäter mit Autobomben | Grundschule, Polizeistation                                | 17 (+2)  | 44        | Aufstand im Irak (nach US-Rückzug) |
| 07. Oktober 2013 | Irak             | Anschlagsserie in Bagdad       |                                       | | 8 Autobomben, 3 Sprengsätze           | Moschee, Kontrollpunkt, Einkaufsviertel, Markt, Zivilisten | 28       | 95        | Aufstand im Irak (nach US-Rückzug) |
| 07. Oktober 2013 | Ägypten          | Anschlag in Dschanub Sina      | Ansar Bait al-Maqdis                  | salafistisch                                                                                                   | Selbstmordattentäter mit Autobombe    | Militärgebäude                                             | 5 (+1)   | 40        | Sinai-Aufstand                     |
| 10. Oktober 2013 | Pakistan         | Anschlag in Quetta             | United Baloch Army                    | autonomistisch-belutschisch                                                                                    | Motorradbombe                         | Markt, Polizeistation                                      | 6        | 31        | Belutschistankonflikt              |
| 12. Oktober 2013 | Irak             | Anschlag in Samarra            |                                       | | Autobombe                             | Großhandelsproduktionsmarkt                                | 12       | 22        | Aufstand im Irak (nach US-Rückzug) |
| 15. Oktober 2013 | Irak             | Anschlag in Kirkuk             |                                       | | Sprengsatz                            | Moschee                                                    | 12       | 26        | Aufstand im Irak (nach US-Rückzug) |
| 17. Oktober 2013 | Irak             | Anschlagsserie in Bagdad       |                                       | | 12 Autobomben                         | Märkte, Spielplatz, Kontrollpunkt, Zivilisten              | 45       | 125       | Aufstand im Irak (nach US-Rückzug) |
| 17. Oktober 2013 | Irak             | Anschlag in Mossul             |                                       | | Selbstmordattentäter mit Autobombe    | Flüchtlinge                                                | 17 (+1)  | 66        | Aufstand im Irak (nach US-Rückzug) |
| 17. Oktober 2013 | Jemen            | Anschlag in al-Baidā'          | al-Qaida auf der Arabischen Halbinsel | salafistisch, antizionistisch, antisemitisch                                                                   |                                       | Militärstützpunkt                                          | 8        | 21        | Huthi-Konflikt                     |
| 18. Oktober 2013 | Irak             | Anschlag in ad-Dawr            |                                       | | 3 Sprengsätze                         | Park                                                       | 5        | 20        | Aufstand im Irak (nach US-Rückzug) |
| 19. Oktober 2013 | Somalia          | Anschlag in Beledweyne         | al-Shabaab                            | wahhabitisch, islamistisch                                                                                     | Selbstmordattentäter                  | Restaurant, Soldaten                                       | 15 (+1)  | 33        | Somalischer Bürgerkrieg            |
| 20. Oktober 2013 | Irak             | Anschlag in Bagdad             |                                       | | Selbstmordattentäter, Sprengsatz      | Café                                                       | 34 (+1)  | 40        | Aufstand im Irak (nach US-Rückzug) |
| 20. Oktober 2013 | Syrien           | Anschlag in Hama               | al-Nusra-Front                        | salafistisch, wahhabitisch                                                                                     | Selbstmordattentäter mit Autobombe    | Kontrollpunkt, Zivilisten                                  | 30 (+1)  | 24        | Bürgerkrieg in Syrien seit 2011    |
| 20. Oktober 2013 | Südsudan         | Anschlagsserie                 |                                       | | Mörser, Automatische Schusswaffen     | Dörfer                                                     | 79       | 87        | Bürgerkrieg im Südsudan seit 2013  |
| 21. Oktober 2013 | Russland         | Anschlag in Wolgograd          |                                       | | Selbstmordattentäterin                | Bus                                                        | 5 (+1)   | 20        | Aufstand im Nordkaukasus           |
| 22. Oktober 2013 | Nigeria          | Anschläge in Warri             | MEND                                  | regionalistisch                                                                                                | Sprengsatz                            | Firmengelände                                              | 0        | 30        | Scharia-Konflikt in Nigeria        |
| 24. Oktober 2013 | Nigeria          | Anschläge in Yobe              | Boko Haram                            | wahhabitisch, islamistisch                                                                                     | Schusswaffen, Sprengstoff             | Sicherheitskräfte                                          | 30 (+95) |           | Scharia-Konflikt in Nigeria        |
| 25. Oktober 2013 | Syrien           | Anschlag in Rif Dimaschq       | al-Nusra-Front                        | salafistisch, wahhabitisch                                                                                     | Autobombe                             | Moschee                                                    | 40       | 24        | Bürgerkrieg in Syrien seit 2011    |
| 27. Oktober 2013 | Irak             | Anschlagsserie in Bagdad       |                                       | | 7 Autobomben                          | Bushaltestelle, Zivilisten, Märkte, Gewerbegebiet          | 27       | 52        | Aufstand im Irak (nach US-Rückzug) |
| 27. Oktober 2013 | Irak             | Anschlag in Mossul             |                                       | | Selbstmordattentäter mit Autobombe    | Soldaten, Zivilisten                                       | 14 (+1)  | 25        | Aufstand im Irak (nach US-Rückzug) |
| 27. Oktober 2013 | Indien           | Anschlag in Patna              | Indian Mujahideen                     | islamisch-fundamentalistisch, panislamisch                                                                     | Sprengsätze                           | Bahnhof, Wahlkampfveranstaltung                            | 7        | 81        |                                    |
| 28. Oktober 2013 | China            | Anschlag in Peking             | TIM                                   | autonomistisch, uigurisch-nationalistisch, sunnitisch-islamistisch, islamisch-fundamentalistisch, panislamisch | Fahrzeug, Messer, Benzin              | Tian’anmen-Platz                                           | 2 (+3)   | 40        | Xinjiang-Konflikt                  |
| 29. Oktober 2013 | Irak             | Anschlag in al Tarmia          |                                       | | 2 Selbstmordattentäter                | Wohngebäude, Soldaten, Zivilisten                          | 12 (+2)  | 23        | Aufstand im Irak (nach US-Rückzug) |
| 31. Oktober 2013 | Irak             | Anschlag in Tuz Churmatu       | vermutlich IS                         | salafistisch, wahhabitisch                                                                                     | Selbstmordattentäter, 2 Autobomben    | Markt                                                      | 6 (+1)   | 33        | Aufstand im Irak (nach US-Rückzug) |
| 31. Oktober 2013 | Nigeria          | Anschlag in Borno              | Boko Haram                            | wahhabitisch, islamistisch                                                                                     | Schusswaffen, Brandstiftung           | Dorf, Gebäude                                              | 27       | 12        | Scharia-Konflikt in Nigeria        |

## November
| Datum/Beginn      | Betroffenes Land | Anschlag                       | Täter                   | Politische Ausrichtung                                     | Mittel                                                                      | Ziel                                 | Tote    | Verletzte | Hintergrund                        |
| ----------------- | ---------------- | ------------------------------ | ----------------------- | ---------------------------------------------------------- | --------------------------------------------------------------------------- | ------------------------------------ | ------- | --------- | ---------------------------------- |
| 02. November 2013 | Nigeria          | Anschlag in Borno              | Boko Haram              | wahhabitisch, islamistisch                                 | Schuss- und Stichwaffen                                                     | Hochzeitskonvoi                      | 30+     |           | Scharia-Konflikt in Nigeria        |
| 06. November 2013 | Syrien           | Anschlag in as-Suwaida         | FSA                     |                                                            | Selbstmordattentäter mit Autobombe                                          | Luftwaffengeheimdienstdirektionsbüro | 8 (+1)  | 41        | Bürgerkrieg in Syrien seit 2011    |
| 06. November 2013 | Syrien           | Anschlag in Damaskus           |                         |                                                            | Sprengsatz                                                                  | Bahnhof                              | 8       | 50        | Bürgerkrieg in Syrien seit 2011    |
| 07. November 2013 | Irak             | Anschlag in al Tarmia          |                         |                                                            | 2 Selbstmordattentäter mit Autobomben                                       | Militärstützpunkt                    | 16 (+2) | 39        | Aufstand im Irak (nach US-Rückzug) |
| 08. November 2013 | Irak             | Anschlag in Mossul             |                         |                                                            | Sprengsatz                                                                  | Restaurant                           | 10      | 58        | Aufstand im Irak (nach US-Rückzug) |
| 11. November 2013 | Nigeria          | Anschlag in Borno              | Boko Haram              | wahhabitisch, islamistisch                                 | Sturmgewehre, Brandstiftung                                                 | Dörfer                               | 23 (+3) |           | Scharia-Konflikt in Nigeria        |
| 13. November 2013 | Syrien           | Anschlag in Damaskus           |                         |                                                            | Mörsergranaten                                                              | Zivilisten                           | 2       | 20        | Bürgerkrieg in Syrien seit 2011    |
| 14. November 2013 | Irak             | Anschlag in Wasit              |                         |                                                            | 2 Sprengsätze                                                               | Schiitische Pilger                   | 9       | 26        | Aufstand im Irak (nach US-Rückzug) |
| 14. November 2013 | Irak             | Anschlag in Diyala             |                         |                                                            | Selbstmordattentäter                                                        | Schiitische Pilger                   | 32 (+1) | 80        | Aufstand im Irak (nach US-Rückzug) |
| 15. November 2013 | Libyen           | Anschlag in Tripolis           |                         |                                                            | Schusswaffen, Panzerfäuste                                                  | Milizgebäude                         | 42      | 400       |                                    |
| 15. November 2013 | Pakistan         | Anschlag in Rawalpindi         | TTP                     | deobandisch, islamisch-fundamentalistisch                  | Schusswaffen, Brandstiftung                                                 | Schiitische Prozession               | 8       | 30+       | Konflikt in Nordwest-Pakistan      |
| 16. November 2013 | Afghanistan      | Anschlag in Kabul              | Taliban                 | deobandisch-fundamentalistisch, paschtunisch, islamistisch | Selbstmordattentäter mit Autobombe                                          | Veranstaltung, Soldaten              | 13 (+1) | 29        | Krieg in Afghanistan               |
| 17. November 2013 | Irak             | Anschlagsserie in Bagdad       |                         |                                                            | 6 Autobomben                                                                | Polizeistreife, Markt, Zivilisten    | 12      | 63        | Aufstand im Irak (nach US-Rückzug) |
| 17. November 2013 | Irak             | Anschlagsserie in Tuz Churmatu |                         |                                                            | 12 Sprengsätze, 5 Selbstmordattentäter mit Autobomben, Selbstmordattentäter | Zivilisten, Markt, Kontrollpunkt     | 21 (+5) | 40 (+1)   | Aufstand im Irak (nach US-Rückzug) |
| 19. November 2013 | Libanon          | Anschlag in Libanonberg        | Abdullah Azzam Brigades | islamisch-fundamentalistisch, salafistisch                 | 2 Selbstmordattentäter, einer mit Autobombe                                 | Iranische Botschaft                  | 26 (+2) | 150+      |                                    |
| 20. November 2013 | Ägypten          | Anschlag in Schimal Sina       | Ansar Bait al-Maqdis    | salafistisch                                               | Selbstmordattentäter mit Autobombe                                          | Militärkonvoi                        | 10 (+1) | 35        |                                    |
| 20. November 2013 | Irak             | Anschlagsserie in Bagdad       |                         |                                                            | 2 Sprengsätze, 6 Autobomben                                                 | Café, Bäckerei, 2 Märkte, Zivilisten | 33      | 92        | Aufstand im Irak (nach US-Rückzug) |
| 21. November 2013 | Irak             | Anschlag in Diyala             |                         |                                                            | Autobombe                                                                   | Gemüsemarkt                          | 25      | 45        | Aufstand im Irak (nach US-Rückzug) |
| 21. November 2013 | Pakistan         | Anschlag in Quetta             | United Baloch Army      | autonomistisch-belutschisch                                | Motorradbombe                                                               | Kontrollpunkt, Zivilisten            | 3       | 22        | Belutschistankonflikt              |
| 21. November 2013 | Pakistan         | Anschlag in Torcham            |                         |                                                            | Selbstmordattentäter                                                        | Zollamt                              | 0 (+1)  | 26        | Konflikt in Nordwest-Pakistan      |
| 22. November 2013 | Pakistan         | Anschlag in Karatschi          | TTP                     | deobandisch, islamisch-fundamentalistisch                  | 2 Motorradbomben                                                            | Zivilisten                           | 6       | 35        | Konflikt in Nordwest-Pakistan      |
| 23. November 2013 | Irak             | Anschlag in Tuz Churmatu       | IS                      | salafistisch, wahhabitisch                                 | 2 Selbstmordattentäter, einer mit Autobombe                                 | Moschee                              | 9 (+2)  | 40        | Aufstand im Irak (nach US-Rückzug) |
| 25. November 2013 | Irak             | Anschlag in Bagdad             |                         |                                                            | Selbstmordattentäter, Sprengsatz                                            | Café                                 | 17 (+1) | 37        | Aufstand im Irak (nach US-Rückzug) |
| 25. November 2013 | Irak             | Anschlag in Mossul             |                         |                                                            | Sprengsatz                                                                  | Polizeistreife                       | 3       | 30        | Aufstand im Irak (nach US-Rückzug) |
| 25. November 2013 | Syrien           | Anschlag in Aleppo             |                         |                                                            | Mörser                                                                      | Zivilisten                           | 11      | 20        | Bürgerkrieg in Syrien seit 2011    |
| 26. November 2013 | Syrien           | Anschlag in Damaskus           |                         |                                                            | Selbstmordattentäter mit Autobombe                                          | Bushaltestelle                       | 15 (+1) | 31        | Bürgerkrieg in Syrien seit 2011    |
| 27. November 2013 | Irak             | Anschlag in al-Anbar           |                         |                                                            | Selbstmordattentäter                                                        | Beerdigung                           | 8 (+1)  | 21        | Aufstand im Irak (nach US-Rückzug) |
| 28. November 2013 | Sudan            | Anschlag in Wasat Darfur       |                         |                                                            | Schusswaffen                                                                | Bus                                  | 5       | 25        |                                    |
| 29. November 2013 | Syrien           | Anschlag in Damaskus           |                         |                                                            | Mörsergranate                                                               | Moschee                              | 4       | 26        | Bürgerkrieg in Syrien seit 2011    |

## Dezember
| Datum/Beginn      | Betroffenes Land             | Anschlag                      | Täter                                 | Politische Ausrichtung                                                     | Mittel                                             | Ziel                                                                     | Tote     | Verletzte | Hintergrund                        |
| ----------------- | ---------------------------- | ----------------------------- | ------------------------------------- | -------------------------------------------------------------------------- | -------------------------------------------------- | ------------------------------------------------------------------------ | -------- | --------- | ---------------------------------- |
| 01. Dezember 2013 | Irak                         | Anschlag in al-Muqdadiyya     |                                       |                                                                            | Selbstmordattentäter mit Autobombe                 | Beerdigung                                                               | 10 (+1)  | 25        | Aufstand im Irak (nach US-Rückzug) |
| 02. Dezember 2013 | Zentralafrikanische Republik | Anschlag in Ombella-Mpoko     | Anti-Balaka                           | christlich                                                                 | Schusswaffen, Macheten                             | Gebäude, Zivilisten                                                      | 12       | 30        |                                    |
| 04. Dezember 2013 | Irak                         | Anschlag in Kirkuk            | IS                                    | salafistisch, wahhabitisch                                                 | Autobombe, Selbstmordattentäter mit Schusswaffe(n) | Polizeigebäude                                                           | 10 (+1)  | 75        | Aufstand im Irak (nach US-Rückzug) |
| 05. Dezember 2013 | Afghanistan                  | Anschlag in Kandahar          | Taliban                               | deobandisch-fundamentalistisch, paschtunisch, islamistisch                 | Selbstmordattentäter mit Autobombe                 | NATO-Konvoi                                                              | 0 (+1)   | 29        | Krieg in Afghanistan               |
| 05. Dezember 2013 | Zentralafrikanische Republik | Anschlag in Bangui            | Anti-Balaka                           | christlich                                                                 | Schusswaffen                                       | Moschee                                                                  | 54+      |           |                                    |
| 05. Dezember 2013 | Jemen                        | Anschlag in Sanaa             | al-Qaida auf der Arabischen Halbinsel | salafistisch, antizionistisch, antisemitisch                               | Selbstmordattentäter mit Autobombe, Schusswaffen   | Militärkrankenhaus, Zivilisten                                           | 56 (+12) | 215       | Huthi-Konflikt                     |
| 05. Dezember 2013 | Somalia                      | Anschlag in Boosaaso          | al-Shabaab                            | wahhabitisch, islamistisch                                                 | Selbstmordattentäter mit Autobombe                 | Marinefahrzeuge                                                          | 9 (+1)   | 37        | Somalischer Bürgerkrieg            |
| 07. Dezember 2013 | Kolumbien                    | Anschlag in Inzá              | FARC                                  | marxistisch                                                                | Autobombe                                          | Regierungsgebäude, Polizeistation, Zivilisten                            | 8        | 38        | Bewaffneter Konflikt in Kolumbien  |
| 08. Dezember 2013 | Irak                         | Anschläge in Bagdad           |                                       |                                                                            | Autobombe                                          | Café                                                                     | 11       | 22        | Aufstand im Irak (nach US-Rückzug) |
| 09. Dezember 2013 | Irak                         | Anschläge in und nahe Bagdad  | vermutlich IS                         | salafistisch, wahhabitisch                                                 | 11 Autobomben, Haftbombe, Sprengsatz               | Autowerkstatt, Militäroffizier, Markt, Restaurant, Finanzamt, Zivilisten | 40       | 119       | Aufstand im Irak (nach US-Rückzug) |
| 10. Dezember 2013 | Irak                         | Anschläge in Diyala           |                                       |                                                                            | Schusswaffen, Selbstmordattentäter                 | 7 schiitische Hirten und deren Beerdigung                                | 18 (+1)  | 20        | Aufstand im Irak (nach US-Rückzug) |
| 14. Dezember 2013 | Kenia                        | Anschlag in Nairobi           | vermutlich al-Shabaab                 | wahhabitisch, islamistisch                                                 | Sprengsatz                                         | Bus                                                                      | 4        | 36        | Somalischer Bürgerkrieg            |
| 16. Dezember 2013 | Irak                         | Anschlag in Babil             |                                       |                                                                            | 2 Autobomben                                       | Schiitische Pilger                                                       | 24       | 55        | Aufstand im Irak (nach US-Rückzug) |
| 16. Dezember 2013 | Irak                         | Anschlag in Bagdad            |                                       |                                                                            | 2 Autobomben                                       | Regierungsgebäude                                                        | 4        | 24        | Aufstand im Irak (nach US-Rückzug) |
| 17. Dezember 2013 | Irak                         | Anschlag in Babil             |                                       |                                                                            | Selbstmordattentäter                               | Schiitische Pilger                                                       | 4 (+1)   | 13        | Aufstand im Irak (nach US-Rückzug) |
| 17. Dezember 2013 | Irak                         | Anschlag in Bagdad            |                                       |                                                                            | 3 Handgranaten                                     | Schiitische Pilger                                                       | 6        | 26        | Aufstand im Irak (nach US-Rückzug) |
| 18. Dezember 2013 | Pakistan                     | Anschlag in Mir Ali           | TTP                                   | deobandisch, islamisch-fundamentalistisch                                  | Selbstmordattentäter mit Autobombe                 | Kontrollpunkt, Zivilisten                                                | 5 (+1)   | 34        | Konflikt in Nordwest-Pakistan      |
| 19. Dezember 2013 | Irak                         | Anschläge in Babil und Bagdad |                                       |                                                                            | 3 Selbstmordattentäter                             | Schiitische Pilger                                                       | 33 (+3)  | 79        | Aufstand im Irak (nach US-Rückzug) |
| 20. Dezember 2013 | Irak                         | Anschläge in Babil            |                                       |                                                                            | 2 Sprengsätze                                      | Markt, Friedhof                                                          | 11       | 25        | Aufstand im Irak (nach US-Rückzug) |
| 22. Dezember 2013 | Thailand                     | Anschlag in Songkhla          | Runda Kumpulan Kecil                  | autonomistisch, islamistisch                                               | 2 Sprengsätze, Autobombe, 2 Motorradbomben         | Geschäft, Fastfood-Restaurant, Hotel, Polizeistationen                   | 2        | 25        | Konflikt in Südthailand seit 2004  |
| 22. Dezember 2013 | Syrien                       | Anschlag in Homs              |                                       |                                                                            | Selbstmordattentäter mit Autobombe                 | Grundschule                                                              | 20 (+1)  |           | Bürgerkrieg in Syrien seit 2011    |
| 24. Dezember 2013 | Ägypten                      | Anschlag in al-Mansura        | Ansar Bait al-Maqdis                  | salafistisch                                                               | Selbstmordattentäter mit Autobombe, 2 Sprengsätze  | Polizeihauptquartier                                                     | 15 (+1)  | 130       |                                    |
| 24. Dezember 2013 | Jemen                        | Anschlag in ad-Dāliʿ          | Southern Movement                     | autonomistisch                                                             |                                                    | Regierungskomplex                                                        | 4        | 20        | Huthi-Konflikt                     |
| 25. Dezember 2013 | Demokratische Republik Kongo | Anschlag in Nord-Kivu         | ADF                                   |                                                                            | Schusswaffen, Brandstiftung                        | Dorf                                                                     | 40       | 16        | Konflikt im Ostkongo               |
| 25. Dezember 2013 | Irak                         | Anschlag in Bagdad            | IS                                    | salafistisch, wahhabitisch                                                 | Sprengsatz, Autobombe                              | Markt, Christliche Zivilisten, Kirche                                    | 40       | 60        | Aufstand im Irak (nach US-Rückzug) |
| 26. Dezember 2013 | Irak                         | Anschlag nahe Bagdad          | Mukhtar Army                          | schiitisch-islamistisch                                                    | Raketen                                            | Milizionäre                                                              | 3        | 50        | Aufstand im Irak (nach US-Rückzug) |
| 27. Dezember 2013 | Libanon                      | Anschlag in Libanonberg       |                                       |                                                                            | Autobombe                                          | Ehemaliger Finanzminister, Zivilisten                                    | 8        | 71        |                                    |
| 29. Dezember 2013 | Russland                     | Anschlag in Wolgograd         | Kaukasus-Emirat                       | autonomistisch-tschetschenisch, salafistisch, islamisch-fundamentalistisch | Selbstmordattentäter                               | O-Bus                                                                    | 16 (+1)  | 28        | Aufstand im Nordkaukasus           |